# Souveräner Malteserorden
| Flagge                                                                                              | Flagge                                           |
| --------------------------------------------------------------------------------------------------- | ------------------------------------------------ |
| Flagge des Malteserordens                                                                           |                                                  |
| Wappen                                                                                              |                                                  |
| Wappen des Malteserordens                                                                           |                                                  |
| Wahlspruch: Tuitio fidei et obsequium pauperum („Bezeugung des Glaubens und Hilfe den Bedürftigen“) |                                                  |
| Basisdaten                                                                                          |                                                  |
| Gegründet                                                                                           | 1048                                             |
| Amtssprache                                                                                         | Italienisch                                      |
| Status                                                                                              | souveränes Völkerrechtssubjekt                   |
| Sitz                                                                                                | Palazzo di Malta in der Via dei Condotti 68, Rom |
| Großmeister                                                                                         | Fra’ John Dunlap                                 |
| Großkomtur                                                                                          | Fra’ Emmanuel Rousseau (ad interim)              |
| Großkanzler                                                                                         | Riccardo Paternò di Montecupo (ad interim)       |
| Großhospitalier                                                                                     | Josef Blotz                                      |
| Rezeptor                                                                                            | Fabrizio Colonna (ad interim)                    |
| Päpstlicher Sonderbeauftragter                                                                      | Silvano Kardinal Tomasi CS                       |
| Kardinalpatron                                                                                      | Gianfranco Kardinal Ghirlanda SJ                 |
| Prälat                                                                                              | Luis Manuel Cuña Ramos (seit 2023)               |
| Mitglieder                                                                                          | 13.500 Ritter und Damen                          |
| Währung                                                                                             | 1 Scudo = 12 Tari = 240 Grani                    |
| Zeitzone                                                                                            | UTC+1                                            |
| Kfz-Kennzeichen                                                                                     | S.M.O.M.                                         |
| Hymne                                                                                               | Ave Crux Alba (Sei gegrüßt, weißes Kreuz)        |

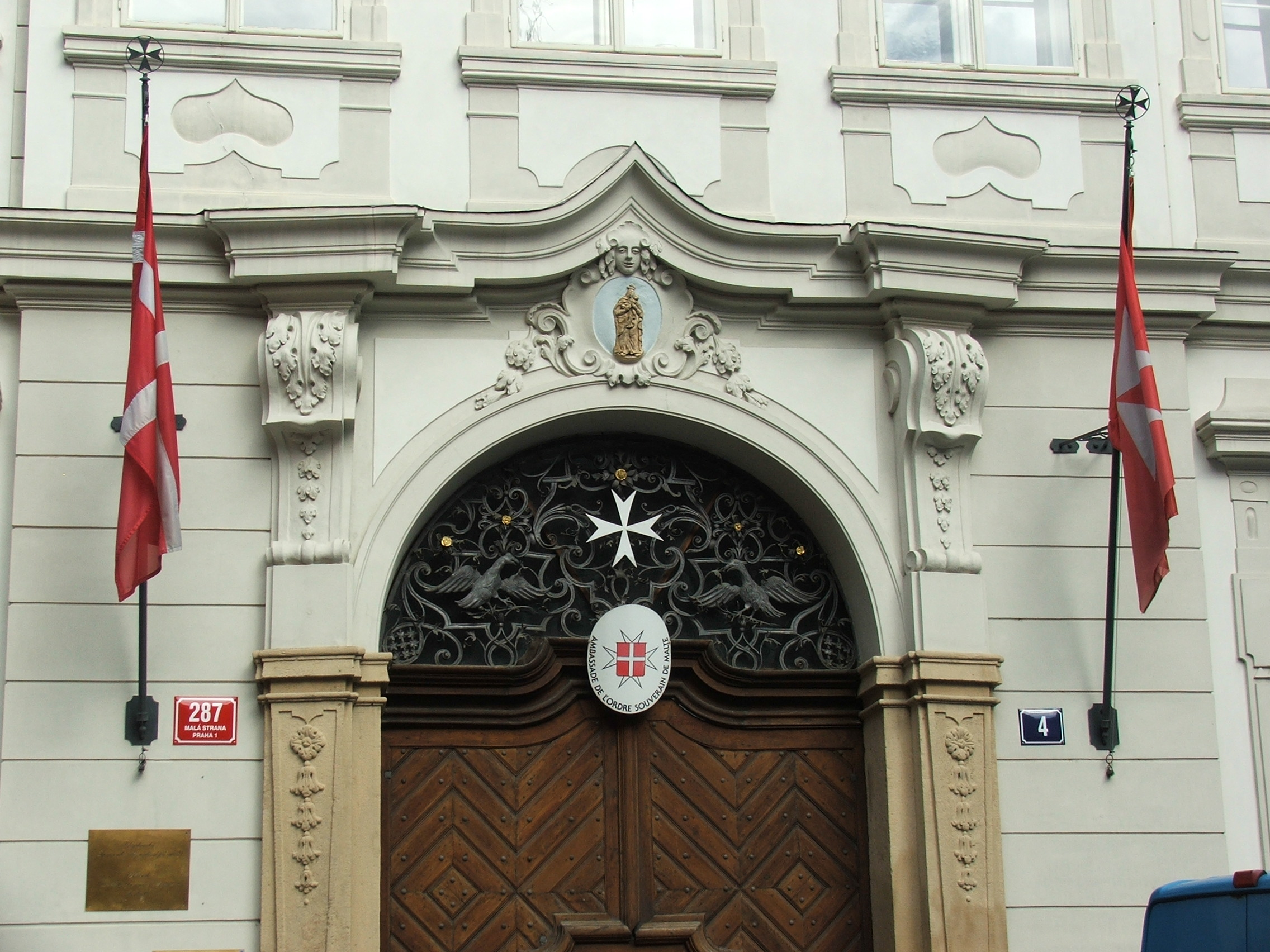
Ordensbotschaft in Prag

Wappen von Paris-l’Hôpital (Region Bourgogne-Franche-Comté), wo der Orden ein Krankenhaus betrieb

Der Souveräne Malteserorden (mit vollem Namen Souveräner Ritter- und Hospitalorden vom Heiligen Johannes von Jerusalem, von Rhodos und von Malta – früher zu Jerusalem, genannt von Rhodos, genannt von Malta) oder kurz Malteser-Ritterorden ist eine römisch-katholische Ordensgemeinschaft, die ihren Ursprung in dem im 11. Jahrhundert in Jerusalem gegründeten Johanniterorden hat und nach dem Ersten Kreuzzug zudem zu einem geistlichen Ritterorden wurde. Seit seiner Ansiedlung auf der Insel Malta um 1530 tritt der heute gebräuchliche Name auf (auch zur Unterscheidung vom protestantischen Johanniterorden, dessen Ursprünge im selben Orden liegen).
In völkerrechtlicher Hinsicht wird der Orden als ein souveränes nichtstaatliches Völkerrechtssubjekt behandelt, obwohl er seit 1798 kein Staatsgebiet mehr kontrolliert. In dieser Eigenschaft verfügt er über eine Ordensregierung, unterhält diplomatische Beziehungen zu 115 Staaten, entsendet Botschafter und kennt eine eigene Gerichtsbarkeit (Magistralgerichte des Souveränen Malteserordens).
Ziel des heute weltweit ca. 13.500 Mitglieder zählenden Ordens ist es, Alte, Behinderte, Flüchtlinge, tödlich Erkrankte und Leprakranke unabhängig von ihrer Religion und Herkunft karitativ zu unterstützen. Bereits seit seiner Gründung im Mittelalter leistete der Orden humanitäre Hilfe. Für die Hilfsorganisationen des Ordens sind rund 80.000 ständige ehrenamtliche und 42.000 angestellte Mitarbeiter tätig, die in mehr als 120 Ländern im Gesundheitswesen sowie der Entwicklungs- und Katastrophenhilfe tätig sind.
Der im Jahr 1113 päpstlich anerkannte Orden ist neben dem Ritterorden vom Heiligen Grab zu Jerusalem einer von zwei päpstlichen Ritterorden. Dabei steht der Malteserorden in einem besonderen Souveränitätsverhältnis zum Heiligen Stuhl; er ist – als letzter verbliebener geistlicher Ritterorden – ein Orden im Sinne des Corpus Iuris Canonici. Der Malteserorden ist zugleich Völkerrechtssubjekt, Ritterorden und kirchlicher Orden. Er entscheidet autonom gemäß seiner Verfassung und seinem eigenen Kodex über die Aufnahme, die Aufgaben, den Rang und die Auszeichnung seiner Mitglieder und anderer, die sich um das Ordenswerk verdient machen.
Noch heute entstammen viele europäische Mitglieder des Malteserordens früheren Ritterfamilien; heute hat sich der Orden in Anbetracht seiner Aufgaben und seiner Internationalität für andere, nach den Ordensstatuten geeignete Kandidaten geöffnet.

## Gliederung des Ordens
Der Orden hat weltweit etwa 13.500 Mitglieder (Ritter und Damen). Die oberste Leitungsgewalt hat der eigentlich auf Lebenszeit gewählte Großmeister inne. Dies waren/sind jüngst
- Matthew Festing bis zu seinem durch Papst Franziskus erzwungenen Rücktritt am 25. Januar 2017[10]
- Giacomo Dalla Torre del Tempio di Sanguinetto, gewählt am 2. Mai 2018; er hatte die Gemeinschaft bereits übergangsweise seit dem 29. April 2017 geführt und starb am 29. April 2020.[11]
- Marco Luzzago vom 8. November 2020 bis zu seinem Tod am 7. Juni 2022 (als Statthalter)[12]
- John Dunlap seit der Ernennung und seiner Vereidigung am 14. Juni 2022.

Der Orden unterhält diplomatische Beziehungen mit 113 Staaten (darunter Deutschland und Österreich) und Ständige Vertretungen in fünf weiteren Staaten (darunter die Schweiz und Belgien); eine eigene Währung (1 Scudo = 12 Tarì = 240 Grani, der Umrechnungskurs zur europäischen Währung Euro ist 1 Scudo = 0,24 Euro; und 1 Tarì = 0,02 Euro) mit Münzprägung (als Souverän von Malta bis 1798, dann wieder ab 1961) und seit 1966 auch eigene Briefmarken (bilaterale Postverträge mit derzeit 56 Staaten). Der Malteserorden hat den Status eines ständigen Beobachters bei der UNO und unterhält ständige Missionen an den UN-Standorten in New York, Genf, Rom, Wien und Paris.
Der Orden ist seit 1798 nicht mehr auf Malta beheimatet, unterhält aber seit 1966 volle diplomatische Beziehungen mit der Republik Malta. Gemäß einem Staatsvertrag vom Dezember 1998 zwischen dem Souveränen Malteser-Ritterorden und der Republik Malta wurde dem Orden die Festung St. Angelo, die bereits ab 1530 bis zum Umzug der Ordensregierung in die neuerbaute Stadt Valletta Sitz des Ordens auf der Insel war, für die Dauer von 99 Jahren zur alleinigen Nutzung überlassen. Seit 1976 ist der Orden auch wieder auf Rhodos vertreten.
In den Staaten, in denen der Orden kraft eigener Rechte oder internationaler Abkommen Aktivitäten entfaltet, besteht seine Struktur aus Großprioraten, Prioraten, Subprioraten und Nationalen Assoziationen. Der Malteserorden ist in über 90 Ländern der Welt karitativ tätig. In vielen Ländern gibt es eigene Hilfsorganisationen, Tochterinstitutionen des Ordens, die bestimmte soziale Aufgaben übernehmen.
In Deutschland wurde 1953 in Zusammenarbeit mit dem Deutschen Caritasverband die Hilfsorganisation Malteser Hilfsdienst (heute einfach Malteser) gegründet. In Südafrika wurde 1992 unter Leitung des Benediktiners Gerhard Lagleder die nach dem Gründer des Hospitalordens, Bruder Gerhard Tonque, benannte Brotherhood of Blessed Gérard gegründet, die nach dem Vorbild der deutschen Malteser organisiert ist.
In Deutschland hat eine Gliederung (Ballei Brandenburg mit Sitz ursprünglich in Sonnenburg) schon seit 1382 einen weitgehend autonomen Status. Seit dem Übertritt des Kurfürsten Joachim II. von Brandenburg zur Lutherischen Lehre im Jahre 1538 ist dieser Zweig evangelisch. 1811 wurde der evangelische Zweig des Johanniterordens in seiner Form als Ritterorden zunächst aufgelöst und als preußischer Verdienstorden weitergeführt. Im Jahr 1852 wurde er in Kontinuität zur Balley durch die noch lebenden Ritter als evangelischer Zweig des Ritterordens fortgesetzt. Seit diesem Zeitpunkt hat er die Rechtsform eines altrechtlichen Vereins.
Der Malteserorden erkennt die in der Allianz der Orden vom Hl. Johannes seit 1961 unter gegenseitiger Anerkennung zusammengeschlossenen evangelischen Johanniterorden in Deutschland, den Niederlanden (Johanniter Orde in Nederland), Schweden (Johanniterorden i Sverige) und in Großbritannien (Order of Saint John) als Ritterorden des heiligen Johannes mit „gemeinsamer Geschichte und gemeinsamem Auftrag“, jedoch kirchenrechtlich von ihm getrennt, an. Der Johanniterorden sieht sich in der Tradition der Ballei Brandenburg des alten Ordens, ohne jedoch deren Nachfolge im Gesamtorden einnehmen zu wollen.

### Die Zungen des Ordens
Seit der Übersiedlung der Ordenszentrale nach Rhodos im 14. Jahrhundert war der Orden landsmannschaftlich in die sogenannten Zungen untergliedert. Zunächst bestanden sieben, später acht Zungen. Durch die Auflösung der englischen Klöster ging die englische Zunge im 16. Jahrhundert faktisch unter, mit der Gründung des bayerischen Großpriorats 1782 als „englisch-bayerische Zunge“ jedoch wiederhergestellt. In der Französischen Revolution wurde 1792 der Besitz des Ordens in Frankreich eingezogen und die Zungen Provence, Auvergne und Frankreich gingen unter, mit der Vertreibung des Ordens von Malta 1798 verloren die Zungen ihre Bedeutung.
Seit dem Umzug nach Rom 1834 gliedert sich der Orden in nationale Assoziationen.

### Die Stände des Ordens
Die Ordensmitglieder sind in drei Stände gegliedert:

#### Erster Stand

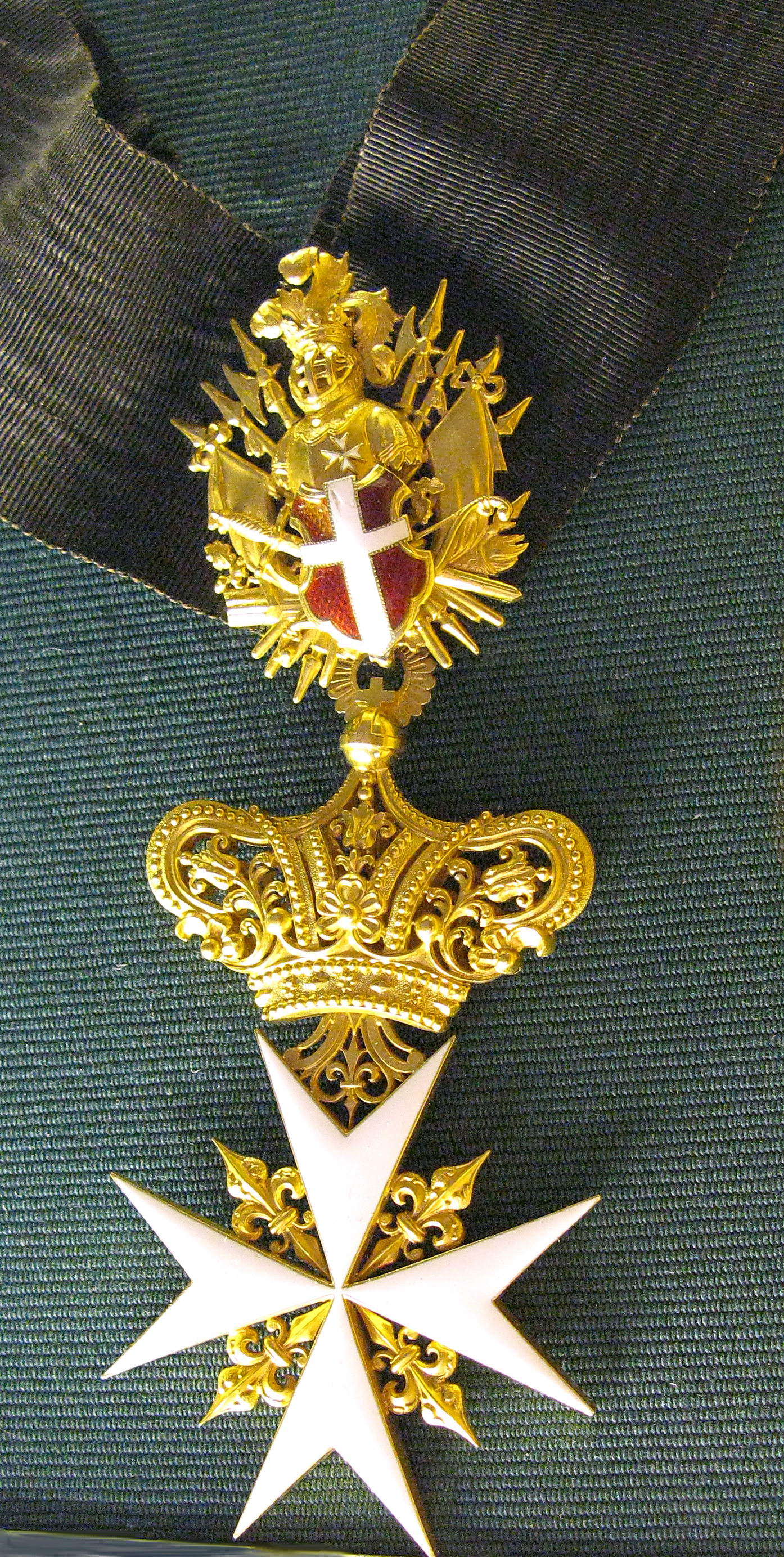
Halskreuz des Ehren- und Devotionsritters

Den Ersten Stand bilden die Justizritter, auch Professen genannt, und die Profess-Konventualkapläne mit Ordensgelübden (Ordo Sancti Johannis Hierosolymitani - Ordenskürzel für Professen: OSJH).
Ritter und Kapläne des Ersten Standes legen die Gelübde der Armut, der Keuschheit und des Gehorsams ab und streben so nach evangelischer Vollkommenheit. Sie sind Religiosen mit allen Wirkungen des Kirchenrechtes und richten sich nach den sie betreffenden besonderen Vorschriften. Ihre kirchenrechtliche Stellung entspricht derjenigen der Mönche exempter Orden.
Dies gilt jedoch mit der in der Verfassung festgelegten Besonderheit, dass Professritter nicht in klösterlicher Gemeinschaft leben müssen. Sie werden außerdem von der Einhaltung des Armutsgelübdes entbunden, da der Orden nicht für den Unterhalt der in der Welt verstreut lebenden Professritter aufkommen kann.
Derzeit gibt es weltweit ca. 30 Professritter (2023) sowie sechs Professkapläne dazu noch Aspiranten und Novizen, die sich auf die Ablegung der Gelübde vorbereiten.

#### Zweiter Stand
Den Zweiten Stand bilden die Mitglieder in Obödienz, die gemäß Art. 9, § 2 der Verfassung die Promess (religiöses Versprechen) ablegen.
Die Mitglieder des Zweiten Standes verpflichten sich kraft ihrer Promess, in Übereinstimmung mit den Pflichten ihres persönlichen Standes im Geiste des Ordens nach christlicher Vollkommenheit zu streben.
Der Zweite Stand ist in drei Kategorien gegliedert:
1. Ehren- und Devotions-Ritter und -Damen in Obödienz
2. Gratial- und Devotions-Ritter und -Damen in Obödienz
3. Magistral-Ritter und -Damen in Obödienz

#### Dritter Stand
Den Dritten Stand bilden jene Ordensmitglieder, die weder Gelübde noch Profess abgelegt haben, aber gemäß den Normen der Kirche leben und bereit sind, sich für den Orden und die Kirche einzusetzen.
Der Dritte Stand ist in sechs Kategorien gegliedert:
1. Ehren- und Devotions-Ritter und -Damen
2. Ehren-Konventualkapläne
3. Gratial- und Devotions-Ritter und -Damen
4. Magistralkapläne
5. Magistral-Ritter und -Damen
6. Devotions-Donaten und -Donatinnen

Den Ordensmitgliedern obliegt es, ihr Leben auf vorbildliche Weise entsprechend den Lehren und Vorschriften der Kirche zu führen und sich entsprechend den Weisungen des Codex den karitativen Werken des Ordens zu widmen.

#### Funktionen und Ämter
Aus der Besonderheit der „gestuften Mitgliedschaft“ der drei Stände ergibt sich, dass bestimmte Funktionen und Ämter, wie die des Großmeisters und Großkomturs nur Professrittern mit ewigen Gelübden übertragen werden. Das Amt eines Priors wird einem Professritter mit ewigen oder zeitlichen Gelübden übertragen. Die Hohen Ämter und Würden der Ordensleitung sollen vornehmlich von Professrittern bekleidet werden. Dasselbe gilt für die Ämter der Kanzler, Schatzmeister und Hospitalier der Priorate, sowie der Regenten, Statthalter, Vikare und Prokuratoren. Werden jedoch aufgrund ihrer besonderen Eignung Obödienzritter gewählt, so bedarf deren Wahl der Bestätigung durch den Großmeister.

### Leitung
Der Souveräne Rat des Malteserordens unterstützt den Großmeister bei der Leitung des Ordens.
Das Generalkapitel des Malteserordens ist die oberste Ordensversammlung und besteht aus Vertretern der verschiedenen Ordensstände. Es wird alle fünf Jahre einberufen sowie wann immer es der Großmeister nach Anhörung des Souveränen Rates für opportun erachtet oder die Mehrheit der Priorate, Subpriorate und Assoziationen den Großmeister darum ersucht.

### Der Orden in Deutschland

#### Geschichte des Großpriorats Deutschland
Nachdem bereits 1154 die erste Ordenskommende in Duisburg entstanden war, erfolgte um 1200 die Gründung des Großpriorats Deutschland. Durch päpstliche Verfügung gelangte der Orden zu Teilen in den deutschen Landbesitz des 1312 aufgelösten Templerordens. Das Großpriorat umfasste bis zur Reformation ca. 80 Kommenden im ganzen Heiligen römischen Reich deutscher Nation. Dort wurden deren Einkünfte gesammelt, von denen ein Teil zur Ordensregierung abgeführt wurde, und von denen sowohl die karitativen wie die militärischen Aufgaben des Ordens finanziert wurden. Es hatte seit 1428 seinen Sitz in der Herrschaft Heitersheim. Seit der Erhebung des Georg Schilling von Cannstatt (1490–1554), dem Großprior von Deutschland und stellvertretendem Großbailli des Malteserordens, zum Reichsfürsten war der Großprior von Deutschland seit 1548 nominell auch Reichsfürst. 1382 wurde die Ballei Brandenburg durch den Heimbacher Vergleich weitgehend unabhängig und nahm im Zuge der Reformation 1534 die evangelische Konfession an. An der Namensänderung des Ordens 1530 zum „Malteserorden“ nahm die Balley nicht mehr teil, sondern nannte sich weiterhin Johanniterorden. Eine formelle Trennung der evangelischen Ballei vom röm.-katholischen Orden wurde letztlich niemals durchgeführt. Die Ballei zahlte weiterhin Subsidien und zeigte die Erwählung von Herrenmeistern dem Orden an. Durch den Westfälischen Friedensschluss 1648 verlor der Orden fast alle seine Besitzungen im protestantischen Teil Deutschlands.
Nach Auflösung und Aufhebung des Jesuitenordens im Jahr 1773 gründete Kurfürst Karl Theodor von Bayern mit Teilen von dessen Besitz zur Versorgung seines natürlichen Sohnes Karl August Friedrich Joseph von Bretzenheim 1780 ein Großpriorat Bayern, das der englischen Zunge angegliedert wurde.
Konnte der Orden im Reichsdeputationshauptschluss 1803 seine Besitzungen sogar noch erweitern, veranlassten die Rheinbund-Staaten 1806 die Auflösung des deutschen Großpriorats und die Enteignung des gesamten Ordensbesitzes in seinen Mitgliedsländern. Die im Großherzogtum Baden gelegene Herrschaft Heitersheim wurde zunächst mediatisiert, dann 1806 säkularisiert. Das Königreich Bayern nahm die Malteserbesitzungen 1806 zunächst unter seinen Schutz, doch wurden auch sie 1808 säkularisiert. In Preußen wurde durch Edikt vom 30. Oktober 1810 und Urkunde vom 23. Januar 1811 die protestantische Ballei Brandenburg und die zugehörigen Kommenden aufgehoben und ihre Besitzungen wurde im Zuge der Säkularisation eingezogen. Es entstand 1812 als Verdienstorden der Königlich Preußische St. Johanniterorden. 1852 wurde der Johanniterorden als evangelischer Zweig des Ordens in Preußen wieder begründet.

#### Wiedergründung des Malteserordens in Deutschland

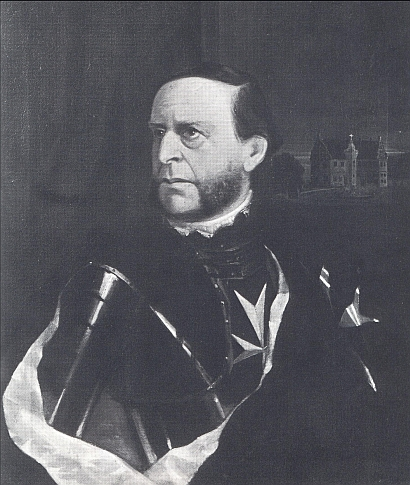
August von Haxthausen im Harnisch mit Malteserkreuz. Gemälde von Hugo Denz 1860.

Ab 1857 war August von Haxthausen die treibende Kraft für die Wiedergründung des Malteserordens in Deutschland, der faktisch durch die Säkularisation untergegangen war und dessen Großpriorat jahrzehntelang verwaist war. Formal wurde der Orden zu dieser Zeit von einem Luogotenente del magisterio (Statthalter des Großmagisteriums) in Rom geführt. Unterstützt durch Gesinnungsgenossen im rheinisch-westfälischen Adel, insbesondere durch Franz Egon von Hoensbroech, führte Haxthausen als Beauftragter des Heiligen Stuhls jahrzehntelange, zähe Verhandlungen mit der Regierung von Preußen, die 1859 zur Gründung der Genossenschaft der Rheinisch-Westfälischen Malteser Devotionsritter und 1867 zur Gründung des Vereins Schlesischer Malteserritter als öffentlich-rechtliche Körperschaft führten.
Beide Assoziationen verrichteten Sanitätsdienst in Kriegszeiten; 1865 wurde das erste Ordenskrankenhaus, das St.-Franziskus-Hospital in Flensburg, gegründet. Dorthin waren die Malteser als Sanitätsdienst im Deutsch-Dänischen Krieg 1864 gerufen worden. Während der Zeit des Nationalsozialismus waren dem Orden Aktivitäten in Deutschland nur sehr eingeschränkt möglich; ab 1945 wurden die Einschränkungen wieder aufgehoben.
1993 schlossen sich die beiden deutschen Assoziationen des Ordens zur Deutschen Assoziation mit heute etwa 700 Mitgliedern zusammen. Einer Assoziation gehören die Mitglieder der drei Stände an. Präsident der deutschen Assoziation ist Erich Prinz von Lobkowicz. Vizepräsident ist Rudolph Herzog von Croÿ.

##### Werke des Ordens in Deutschland
In Deutschland sind Werke des Ordens über 600-mal vertreten, mit mehreren tausend Haupt- und Ehrenamtlichen Helfern. Hierzu gehören Einrichtungen der Flüchtlingsbetreuung, Altenhilfe, Krankenhäuser und Hospizarbeit, Jugendhilfe, Erste-Hilfe-Ausbildung, Mitwirkung im Katastrophenschutz und Rettungsdienst, ambulante Pflege und Betreuung, verbandliche Jugendarbeit sowie Jugend- und Suchthilfe und Gesundheitsförderung.
Im Einzelnen sind dies:
- der Malteser Hilfsdienst e. V. seit 1953 (durch die Genossenschaft der Rheinisch-Westfälischen Malteser-Devotionsritter und dem Verein der Schlesischen Malteser-Ritter, KöR mit dem Caritasverband gegründet, seit 1955 e. V.)
 darin
  - die Malteser Jugend seit 1979
  - Malteser Hilfsdienst Gemeinnützige GmbH
- Malteser Deutschland gGmbH, hier bündelt der Malteserorden sozialunternehmerischen Aktivitäten in Deutschland, so die Trägerschaft von
  - 8 Krankenhäusern
  - 1 Fachklinik für Naturheilverfahren
  - 36 Einrichtungen der Altenhilfe
  - 11 Einrichtungen und Dienste der Hospizarbeit und Palliativmedizin
  - 9 ambulanten Pflegediensten
- Malteser Werke gGmbH[19]
  - Schulen
  - Jugendhilfeeinrichtungen
  - Flüchtlingsbetreuung
- die Deutsche Stiftung Patientenschutz, vormals Deutsche Hospiz Stiftung, für die der Orden seit 1998 jedoch keine Zuwendungen mehr leistet.[20]

##### Deutsches Subpriorat des Hl. Michael
1961 entstand ein deutsches Subpriorat, dem nach der Verfassung des Ordens die Mitglieder des Ersten und Zweiten Standes angehören. Am 13. Juni 2004 wurde Johannes Freiherr Heereman zum Regenten gewählt.
Der Orden unterhält seit 2017 eine bilaterale diplomatische Vertretung in Deutschland, die Botschaft des Souveränen Malteser Ritterordens bei der Bundesrepublik Deutschland. Botschafterin ist seit 2023 Vinciane Gräfin von Westphalen. Umgekehrt ist der deutsche Botschafter beim Heiligen Stuhl zusätzlich beim Malteserorden akkreditiert. Seit 2021 ist dies Bernhard Kotsch.

##### Lourdes-Krankendienst
Die Deutsche Assoziation organisiert jährlich 15 Krankenzüge in den südfranzösischen Wallfahrtsort Lourdes. Da die Teilnahme von Kranken nur mit finanzieller Unterstützung möglich ist, wurde 2005 die Malteser Lourdes-Stiftung gegründet. In verschiedenen Regionen Deutschlands veranstaltet auch der Malteser Hilfsdienst Wallfahrten dorthin.

##### Gemeinschaft junger Malteser
Als geistliche Gemeinschaft von jungen Menschen im Geiste des Malteserordens versteht sich die Gemeinschaft junger Malteser (GjM). Ihre Mitglieder organisieren Hilfsprojekte, bei denen überwiegend der Dienst an Menschen mit Behinderung im Vordergrund steht, so zum Beispiel Einkehrtage und Feriencamps für behinderte Jugendliche im Ausland – besonders im Nahen Osten. Für ihr „Libanon-Projekt“ wurde die GjM 2008 mit dem Internationalen Preis des Westfälischen Friedens und 2010 mit der Goldenen Victoria für Soziales Engagement des Verbandes deutscher Zeitschriftenverleger ausgezeichnet.

##### Malteser Schwesternschaft
Die Malteser Schwesternschaft konnte ihre Anfänge bis ins 11. Jahrhundert zurückverfolgen. Die Schwestern kümmerten sich in Hospitälern um kranke Pilger und übernahmen deren Pflege. Im Mittelalter begleiteten die Schwestern, damals noch unter dem Namen „Johanniterinnen“, Ordensritter und pflegten Kranke auf Rhodos und Malta sowie in Spanien. Als die Malteser in der zweiten Hälfte des 19. Jahrhunderts ordenseigene Krankenhäuser in Deutschland gründeten, waren die Schwestern involviert.
Während des Nationalsozialismus wurde die Schwesternschaft verboten und zwangsweise ins Deutsche Rote Kreuz eingegliedert. Die Neugründung nach dem Zweiten Weltkrieg erfolgte 1965. Aufgrund der sinkenden Mitgliederzahlen wurde im Juli 2022 die Schwesternschaft aufgelöst. Die letzte Generaloberin war Maria Theresia Freifrau von und zu Mentzingen.

### Der Orden in Österreich

#### Großpriorat von Österreich

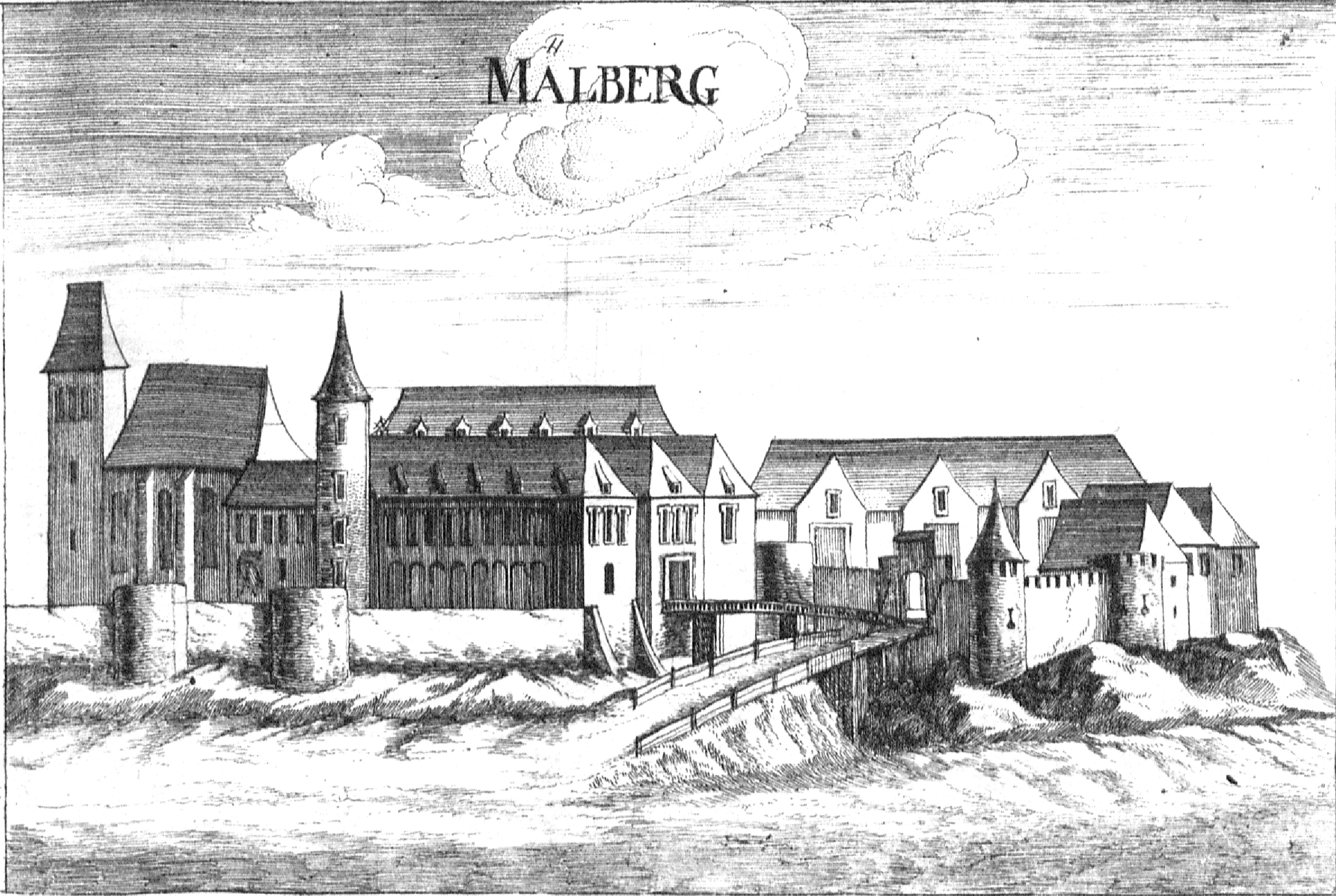
Stich der Kommende Mailberg

Seit dem 12. Jahrhundert gibt es das Großpriorat von Österreich, in dem derzeit 420 Ordensmitglieder tätig sind. Auch einige slowakische und die liechtensteinischen Ordensmitglieder werden von Österreich aus betreut. Nach dem Tod des Fürstgroßpriors Wilhelm von und zu Liechtenstein im Jahr 2006 wurde das Großpriorat von Norbert Graf Salburg-Falkenstein als Prokurator geleitet. 2022 wurde Fra´ Gottfried Kühnelt-Leddihn zum neuen Fürstgroßprior gewählt. Die Amtsübergabe fand am 13. Oktober 2022, dem Hochfest des Ordensgründers, in der Malteserkirche in Wien statt. Dem Großpriorat gehören die Mitglieder der drei Stände an.
Unabhängig vom Großpriorat unterhält der Orden eine bilaterale diplomatische Vertretung in Österreich, die Botschaft des Souveränen Malteser Ritterordens bei der Republik Österreich. Die Botschaft ist dem Großkanzler / Außenminister des Ordens in Rom unterstellt. Botschafter ist Sebastian Prinz von Schoenaich-Carolath, Botschaftsrat ist Constantin Ritter von Hempel-Hubersting (Stand 2018). Umgekehrt ist Österreichs diplomatische Vertretung beim Orden an seinem Sitz in Rom akkreditiert. Botschafter ist Marcus Bergmann (2024).
In Wien unterhält der Orden außerdem zwei multilaterale diplomatische Vertretungen, und zwar bei der International Atomic Energy Agency, IAEA, sowie bei der United Nations Industrial Development Agency, UNIDO.
Der Orden besitzt in Österreich acht inkorporierte Kirchen, eine Patronatskirche, zwei Privatvolksschulen und mit der Kommende Mailberg (1146) die älteste Besitzung des Ordens weltweit. Die Kommende finanziert sich zum großen Teil durch Einnahmen aus einem Waldbetrieb bei Ligist und einem Tourismusbetrieb auf der Hebalm in der Steiermark.
- Pfarrei Altenmarkt bei Fürstenfeld

##### Werke des Ordens in Österreich
- Malteser Ordenshaus (MOH)[32]
- Johannesgemeinschaft des Souveränen Malteser Ritter Ordens (JG)[33]
- Malteser Hospitaldienst Austria (MHDA, MALTESER)
- Malteser Care GmbH[34] (MC)
- Malteser Kinderhilfe (Hilde Umdasch Haus)

### Der Orden in der Schweiz

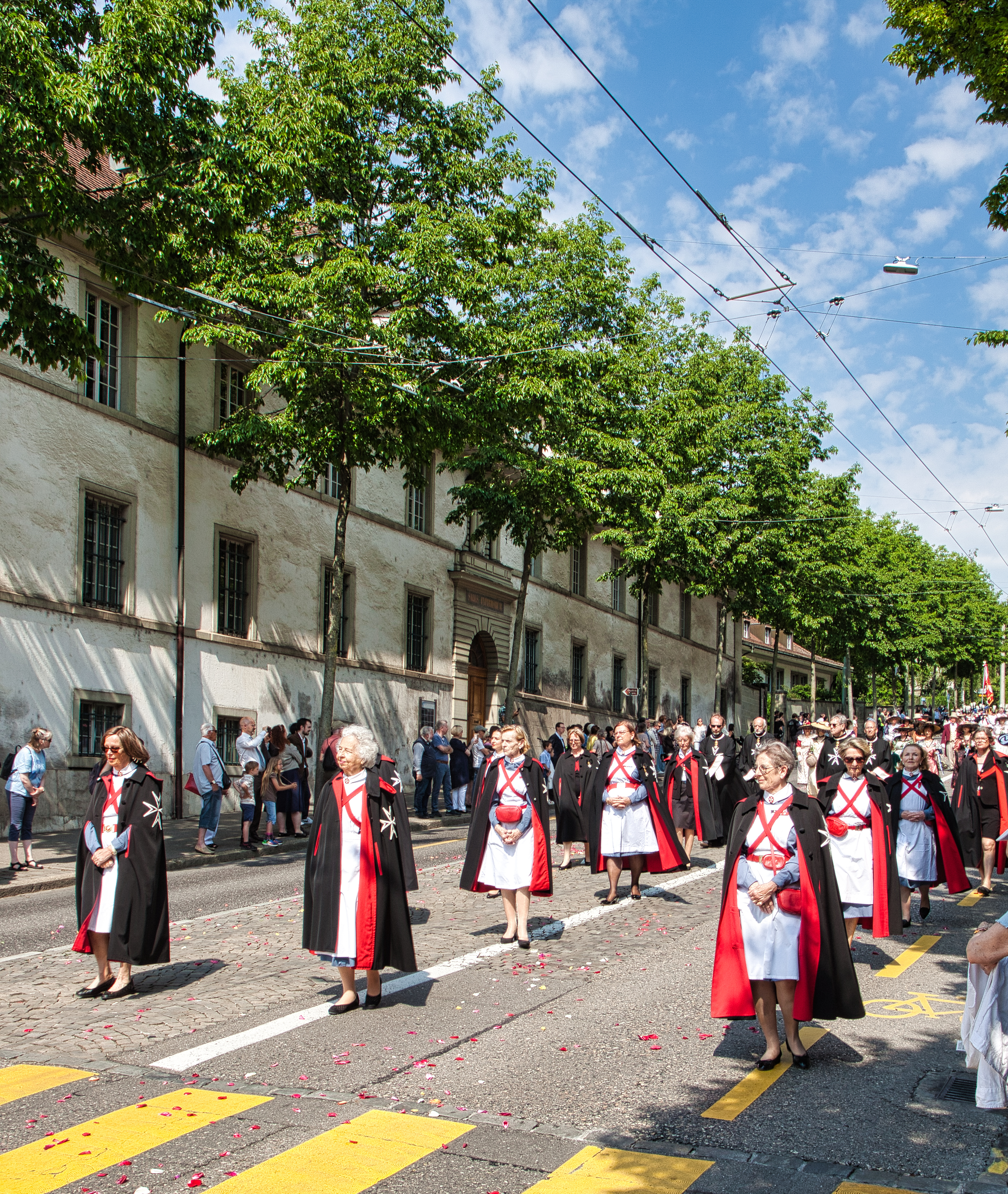
Der Malteser Hospitaldienst Schweiz an der Fronleichnamsprozession 2023 in Freiburg i. Üe.

#### Geschichte im Gebiet der heutigen Schweiz
Der Orden ist seit spätestens 1180 (Hohenrain, Münchenbuchsee) auf dem heutigen Gebiet der Schweiz vertreten und besaß bis 1456 ca. 20 Kommenden. Zahlreiche Kommenden verlor der Orden durch die Glaubensspaltung, die restlichen durch die Säkularisationen Anfang des 19. Jahrhunderts, 1825 hob der Staat Freiburg die letzte Kommende in der Schweiz auf.
In historischer Zeit gehörten Objekte im Gebiet der heutigen Schweiz drei verschiedenen Zungen an. Die Besitzungen in der heute französischsprachigen Schweiz zusammen mit dem Hospiz auf dem Simplon gehörten zur französischen Zunge, die Objekte im Gebiet der heute deutschsprachigen Schweiz mit Biel und Freiburg zur oberdeutschen Zunge, die Objekte auf dem Gebiet der heute italienischsprachigen Schweiz zur italienischen Zunge. Nach dem Historiker F.J. Schnyder sind die Einrichtungen des Johanniter- und Malteserordens großteils im Zuge der Reformation aufgelöst worden.

#### Schweizer Assoziation des Malteserordens
Die Helvetische Assoziation des Souveränen Malteser Ritterordens besteht seit 1960 und unterteilt sich in die Delegationen der deutsch-, der französisch- und der italienischsprachigen Schweiz. Präsident der helvetischen Assoziation ist Martin von Walterskirchen zu Wolfsthal.

##### Werke des Ordens in der Schweiz
Werk des Ordens in der Schweiz ist der Malteser Hospitaldienst Schweiz (MHDS) sowie die zusammen mit der Schweizerischen Kommende des Johanniterordens geführte gemeinnützige Johanniter-Malteser Stiftung Aide & Assistance.

### Chronologie der Führungspositionen
Der Malteserorden ist heute in 6 Großpriorate, 6 Subpriorate und 47 Nationale Assoziationen gegliedert. Einem Subpriorat gehören nur die Mitglieder des Ersten und Zweiten Standes an.
Großpriorate
- Großpriorat Rom

Großpriore
- Bernardo Salviati (1525–1563)
- Michele Antonio Bonelli (1563–1577)
- Pietro Aldobrandini (1578–1598)
- Silvestro Aldobrandini (1598–1612)
- Aldobrandino Aldobrandini (1612–1634)
- Antonio Barberini (1635–1639)
- Sigismondo Chigi (1658–1678)
- Benedetto Pamphili (1678–1730)
- Giovanni Battista Santini (1730)
- Camillo Cibo (1730–1731)
- Bartolomeo Ruspoli (1731–1741)
- Girolamo Colonna di Sciarra (1743–1763)
- Giovanni Battista Rezzonico (1763–1783)
- Romualdo Braschi-Onesti (1784–1817)
- Fabrizio Ruffo (1817–1827)
- Giorgio Doria Pamphilj Landi (1828–1837)
- Carlo Odescalchi (1837–1838)
- Luigi Lambruschini (1839–1854)
- Adriano Fieschi (1854–1858)
- Gabriele Ferretti (1858–1860)
- Costantino Patrizi Naro (1860–1876)
- Flavio Chigi (1876–1885)
- Francesco Ricci Paracciani (1885–1891)
- Raffaele Monaco La Valletta (1894–1896)
- Mariano Rampolla del Tindaro (1896–1913)
- Gaetano Bisleti (1914–1937)
- Gennaro Granito Pignatelli di Belmonte (1937–1938)
- Nicola Canali (1938–1961)
- Raimondo del Balzo di Presenzano (1961–1968)
- Uguccione Scroffa (1968–1975)
- Angelo Mazzaccara di Celenza (1976–1994)
- Franz von Lobstein (1994–2006)
- Filippo Maria Ferretti di Castelferretto (2006–2008)
- Giacomo Dalla Torre del Tempio di Sanguinetto (2009–2020)

- Großpriorat Lombardei und Venedig (Venedig) (gegründet 1839/41)

Großpriore
- Giovanni Antonio Cappellari della Colomba (1839–1870)
- Pietro Alvise Mocenigo (1870–1876)
- Cesare Antonio Altan (1876–1884)
- Guido Sommi Picenardi (1884–1915)
- Antonino Casati (1915–1923)
- Lorenzo Cusani Visconti Botta Adorno (1923–1925)
- Carlo Torrigiani (1925–1931)
- Luigi del Drago (1931–1937)
- Alessandro da Porto (1937–1958)
- Nicola Galleani d’Agliano (1958–1969)
- Luigi Rolandi Ricci del Carretto (1969–1977)
- Luigi Boschi (1977–1980)
- Marco Celio Passi (1980–1984)
- Gherardo Hercolani Fava Simonetti (1984–1994)
- Giacomo Dalla Torre del Tempio di Sanguinetto (1994–1999)
- Roggero Caccia Dominioni (1999–2009)
- Silvio Goffredo Martelli (2009–2016)
- Clemente Riva di Sanseverino (seit 2016)

- Großpriorat Neapel und Sizilien (Neapel) (gegründet 1839)

Großpriore
- Francesco Porco (oder Porcio) (1840–1841)
- Carlo Marullo (1841–1842)
- Giovan Battista Borgia (1842–1858)
- Luigi Capece Minutolo (1860–1861 und 1865–1896)
- Michele Gattini (1913–1930)
- Francesco D’Ayala Valva (1930–1932)
- Edoardo Salazar (1932–1942)
- Carlo Maresca di Camerano (1942–1959)
- Marzio Pignatelli Aragona Cortez (1959–1976)
- Giuseppe Maresca di Camerano (1976–1994)
- Renato Paternò di Montecupo (1994–1998)
- Antonio Nesci (1998–2009)
- Luigi Naselli di Gela (seit 2013)

- Großpriorat Böhmen (Prag)

Großpriore
- Ruprecht II. von Lüben (1423–1431)
- Jost II. von Rosenberg (um 1451)
- Johann III. von Rosenberg (1511–1532)
- Heinrich von Logau (1620–1625)
- Rudolf von Colloredo (1637–1657)
- Joseph von Colloredo (1791–1818)
- Vinzenz Graf Kolowrat
- Karl Josef Graf Morzin (um 1837)
- Othenio Lichnowsky-Werdenberg
- Carl Freiherr von Ludwigstorff, Fürstgroßprior ab 1927 von Böhmen und Österreich.
- Graf Karl Eduard Paar 1981–1988 im Exil in Wien, und 2004–2011 gewählt in Prag, Großprior emeritus von Böhmen
- Johannes Lobkowicz (seit 2012 als Prokurator)

- Großpriorat Österreich (gegründet 1938)

Großpriore
- Wilhelm von und zu Liechtenstein (1990–2006)
- Norbert Graf Salburg-Falkenstein (2006–2022 als Prokurator)
- Gottfried Kühnelt-Leddihn (seit 2022)

- Großpriorat England (gegründet 1993)

Großpriore
- Matthew Festing (1993–2008)
- Fredrik Crichton-Stuart (2008–2011)
- Ian Scott (seit 2011)

Subpriorate
- Deutsches Subpriorat des Hl. Michael (Köln) (gegründet 1961)
- Irisches Subpriorat Saint Oliver Plunkett (Dublin)
- Subpriorat des Hl. Georg und des Hl. Jakobus (Madrid)
- Subpriorat Notre Dame von Philermos (San Francisco)
- Subpriorat Notre Dame von Lourdes (New York)
- Subpriorat der Unbefleckten Empfängnis (Melbourne)

### Malteser International
Malteser International ist das weltweite humanitäre Hilfswerk des Ordens mit rund 200 Projekten in über 20 Ländern. Derzeit bündeln 19 nationale Assoziationen des Ordens hier ihre humanitäre Hilfe.

#### Corpo Militare dell’ACISMOM (Italien)
Das Freiwillige Sonderhilfskorps Heer des Vereins der Italienischen Ritter des Souveränen Malteserordens (abgekürzt Corpo EI-SMOM) ist ein freiwilliger, mit medizinischer und humanitärer Hilfe beauftragter Hilfsdienst des italienischen Heeres.

## Sitz des Ordens (Großmagisterium)

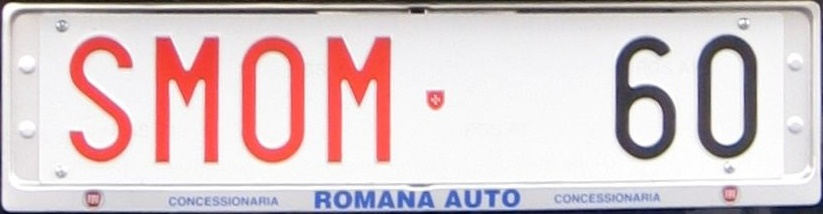
Kfz-Kennzeichen

Der Sitz des Malteserordens befindet sich seit 1834 in Rom (Palazzo di Malta in der Via dei Condotti 68 und Villa del Priorato di Malta auf dem Aventin an der Piazza dei Cavalieri di Malta 4) und hat seit 1869 exterritorialen Status.

### Palazzo di Malta
Der Magistralpalast des Malteserordens in Rom, auch Palazzo dell’Ordine di Malta genannt, wurde im 17. Jahrhundert aus Werkstein gebaut und ist mit Gesims versehen. Der Malteserorden bezog den Palast 1629, seit 1834 ist er das Regierungsgebäude des Malteserordens. Das Gebäude beherbergte bis 1834 die Botschaft des Malteserordens beim Heiligen Stuhl. Zwischen 1889 und 1894 wurde das Gebäude renoviert und umgebaut. Großteile der Regierung und Administration des Ordens befinden sich in dem Gebäude.
Im Innenhof befindet sich ein Pflaster mit einem großen Malteserkreuz.

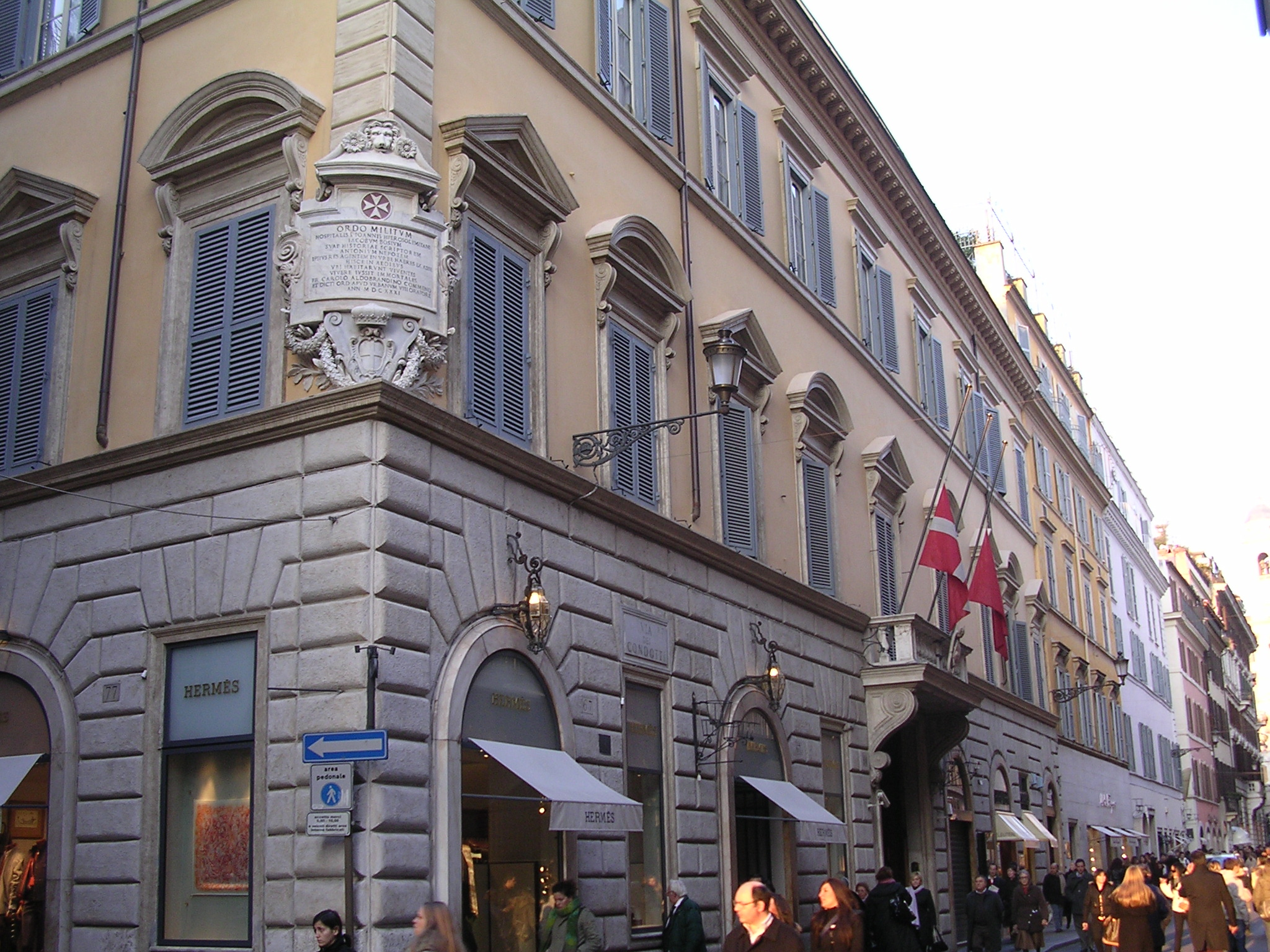
Ordenssitz
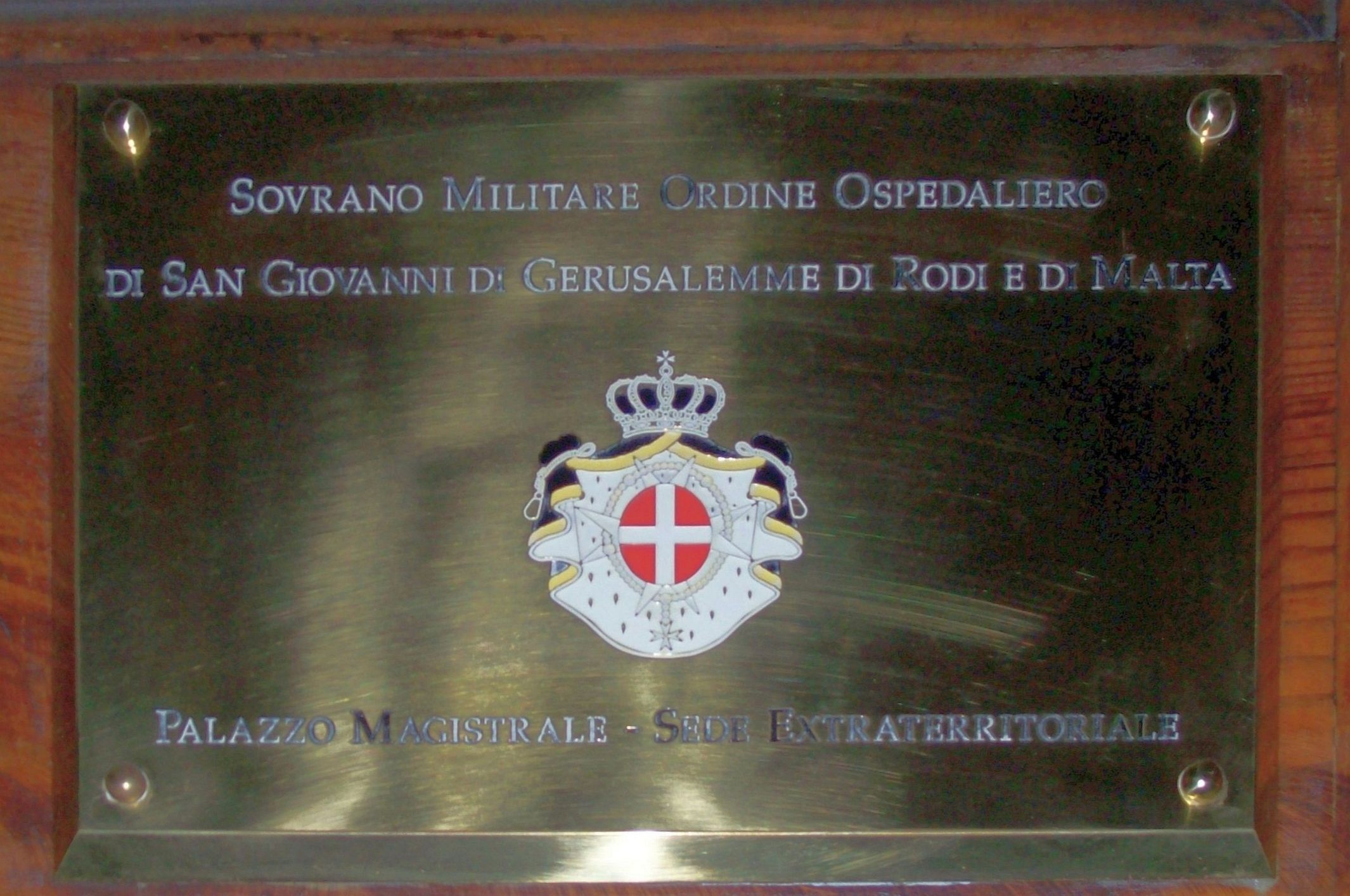
Türschild
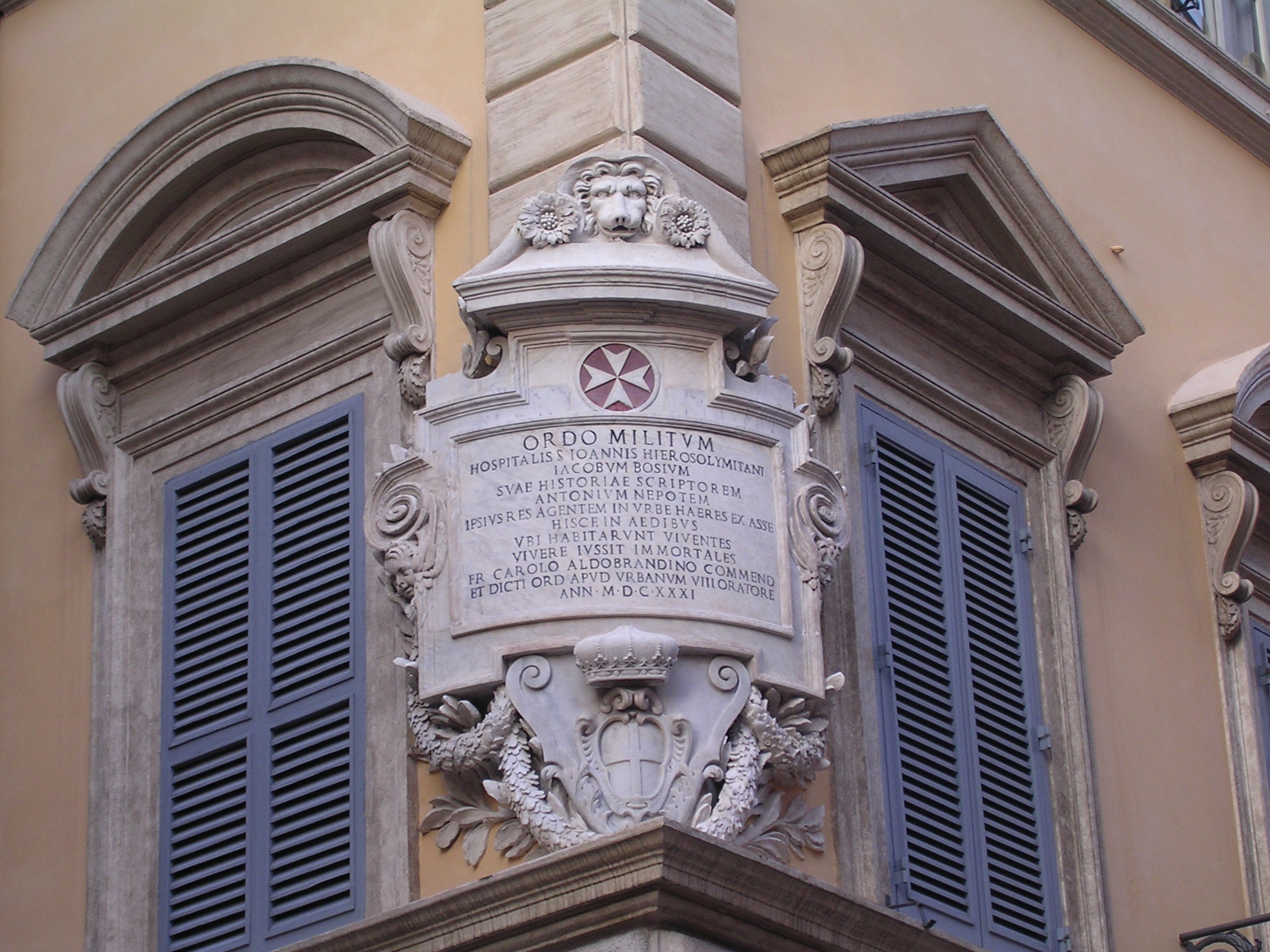
Detailansicht
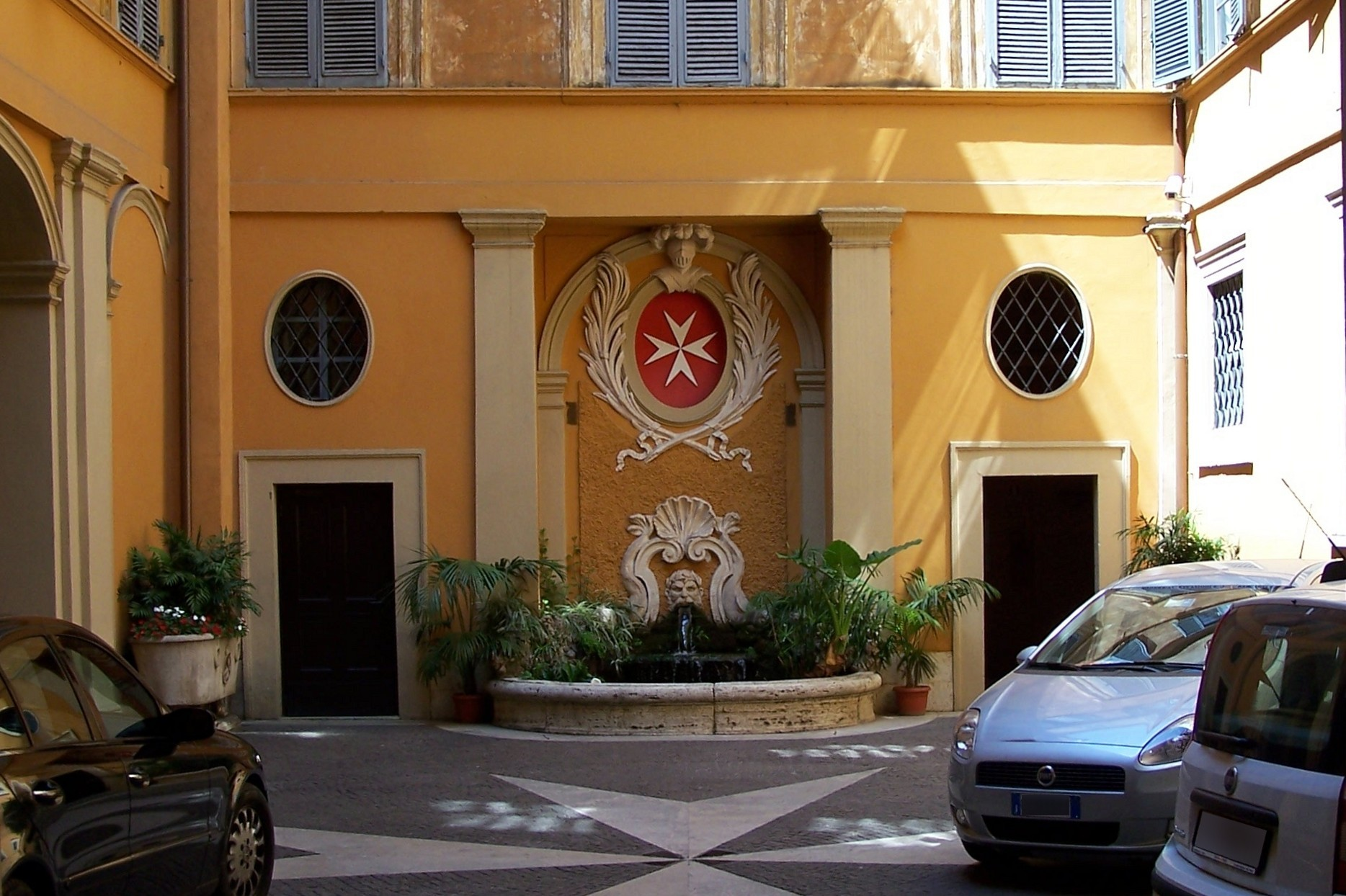
Innenhof mit Brunnen

### Villa del Priorato di Malta
An der Piazza dei Cavalieri di Malta 4 befinden sich die Magistralvilla und die Ordenskirche Santa Maria del Priorato, auch Santa Maria de Aventino (deutsch: Sankt Maria auf dem Aventin) genannt.
Die Magistralvilla, die eigentliche „Villa di Malta“, hat mehrere Funktionen. Im Erdgeschoss befinden sich die Botschaft des Ordens bei der italienischen Republik und die Botschaft des Ordens beim Hl. Stuhl. Darüber befinden sich die Repräsentationsräume. Im zweiten Stock sind die Räume des Großpriorats von Rom sowie z. B. der Kapitelsaal, wo alle fünf Jahre das Generalkapitel zusammentritt und auch der Großmeister und die Ordensregierung gewählt werden.
Die Kirche erhielt ihren Namen Santa Maria in Aventino dadurch, dass sie an der Stelle errichtet wurde, wo ein Bildnis der Mutter Gottes gefunden worden sein soll. Odo von Cluny ließ sie im Jahr 936 dort errichten. Sie ist auch unter dem Namen S. Maria del Priorato bekannt. Neben Maria werden auch der Ordensheilige Johannes der Täufer und der Hl. Basilius in der Kirche verehrt. 1765 wurde sie nach Plänen von Giovanni Battista Piranesi erneuert. Es handelt sich um sein einziges realisiertes Kirchenprojekt.

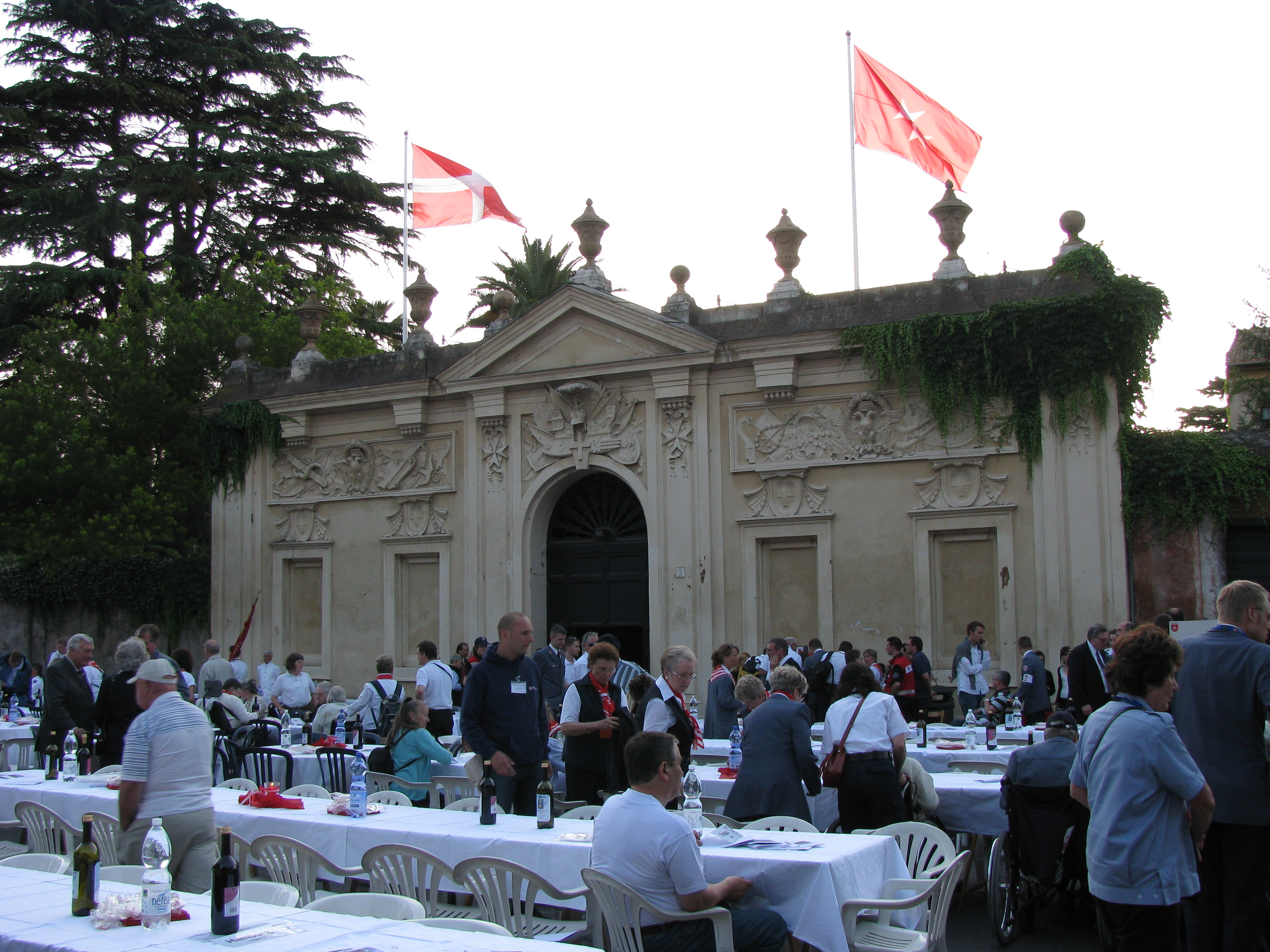
Eingangsportal
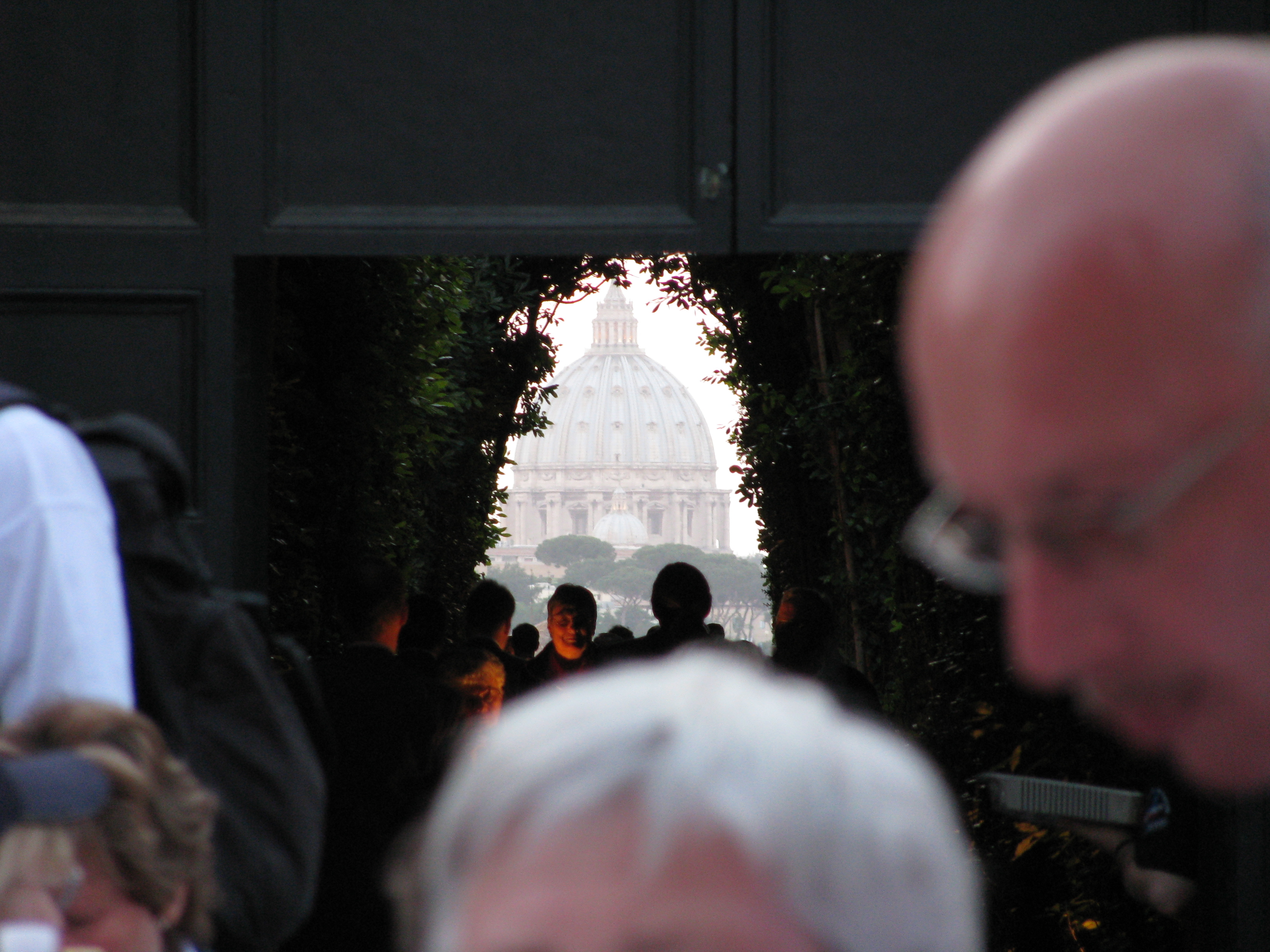
Blick durch das geöffnete Portal und die Allee
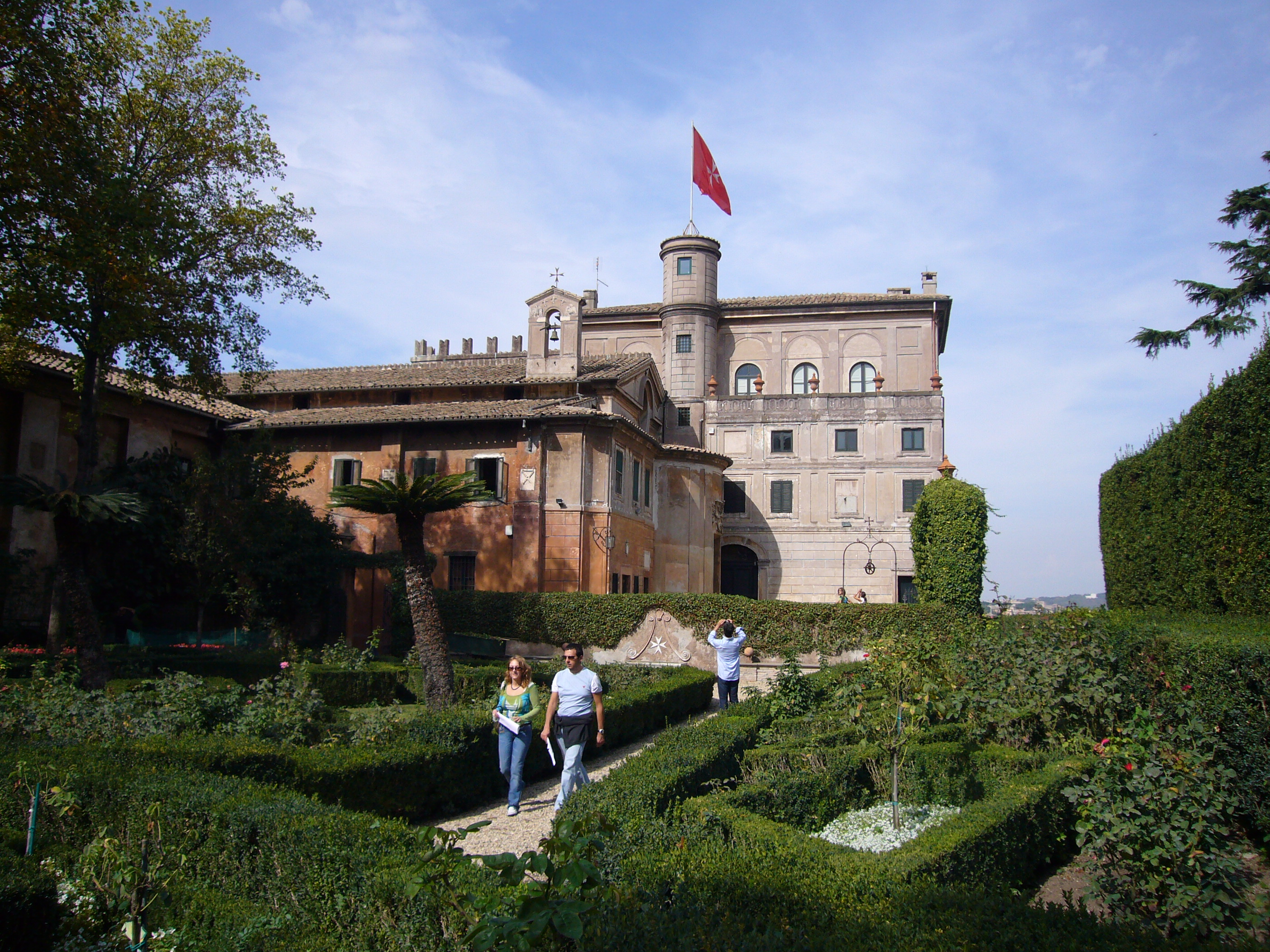
Magistralvilla
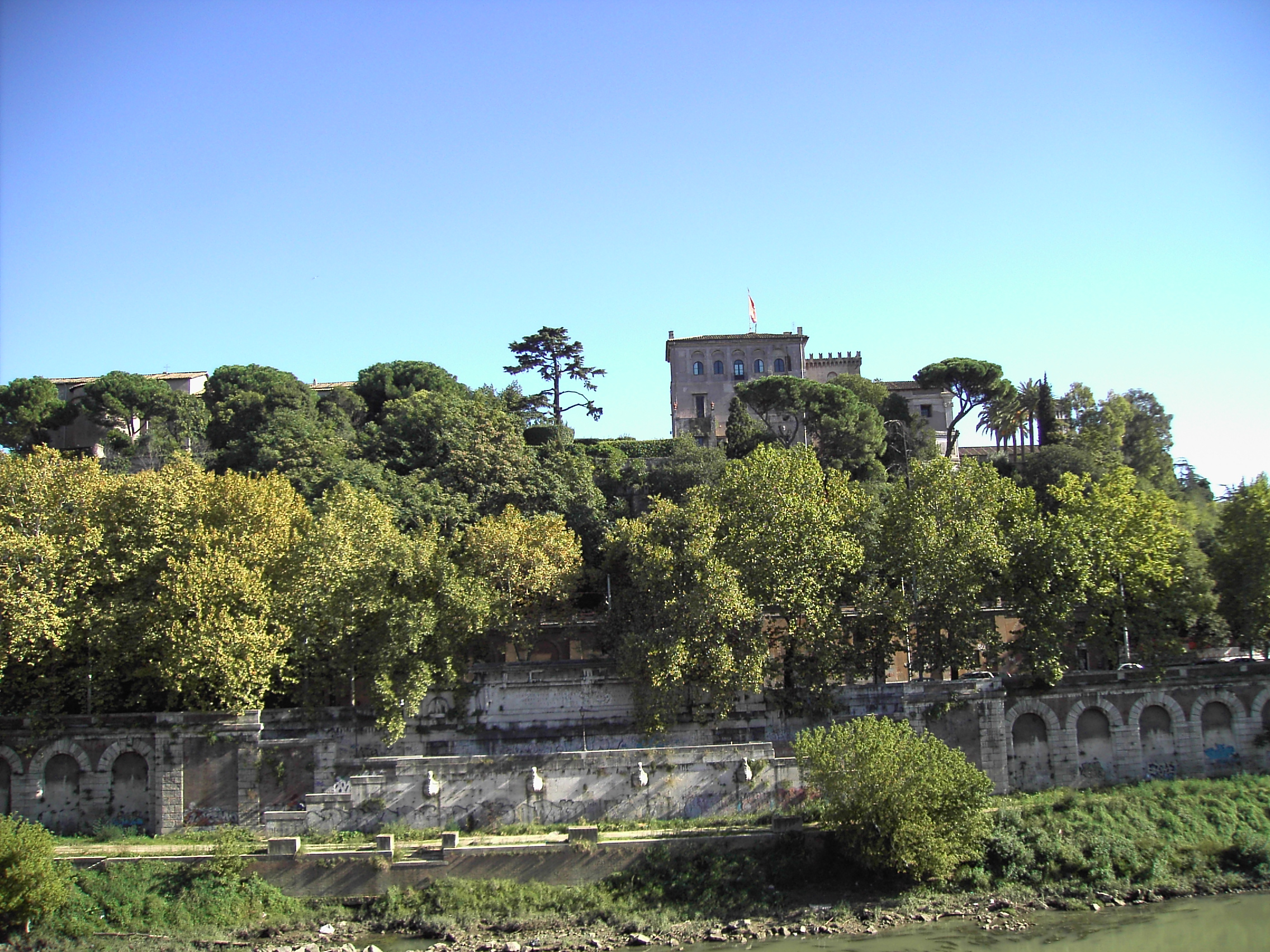
Blick auf den Aventin
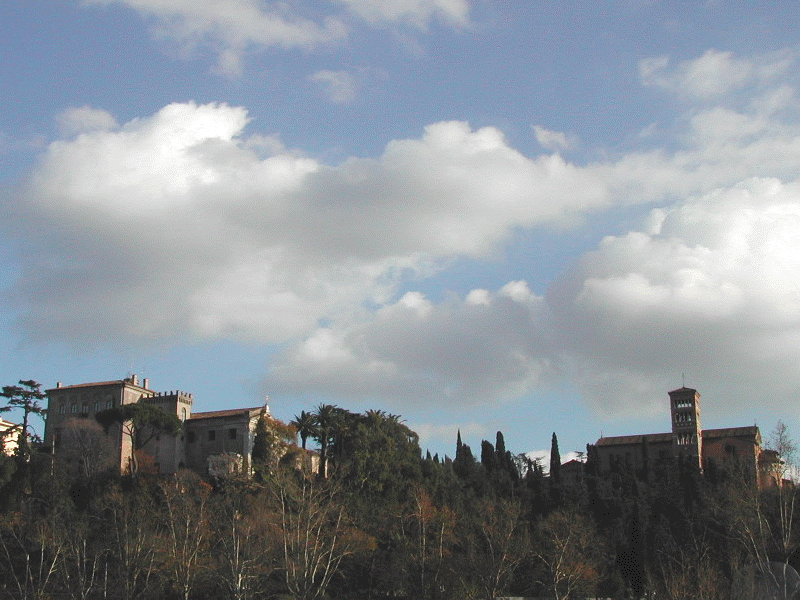
Blick auf den Aventin
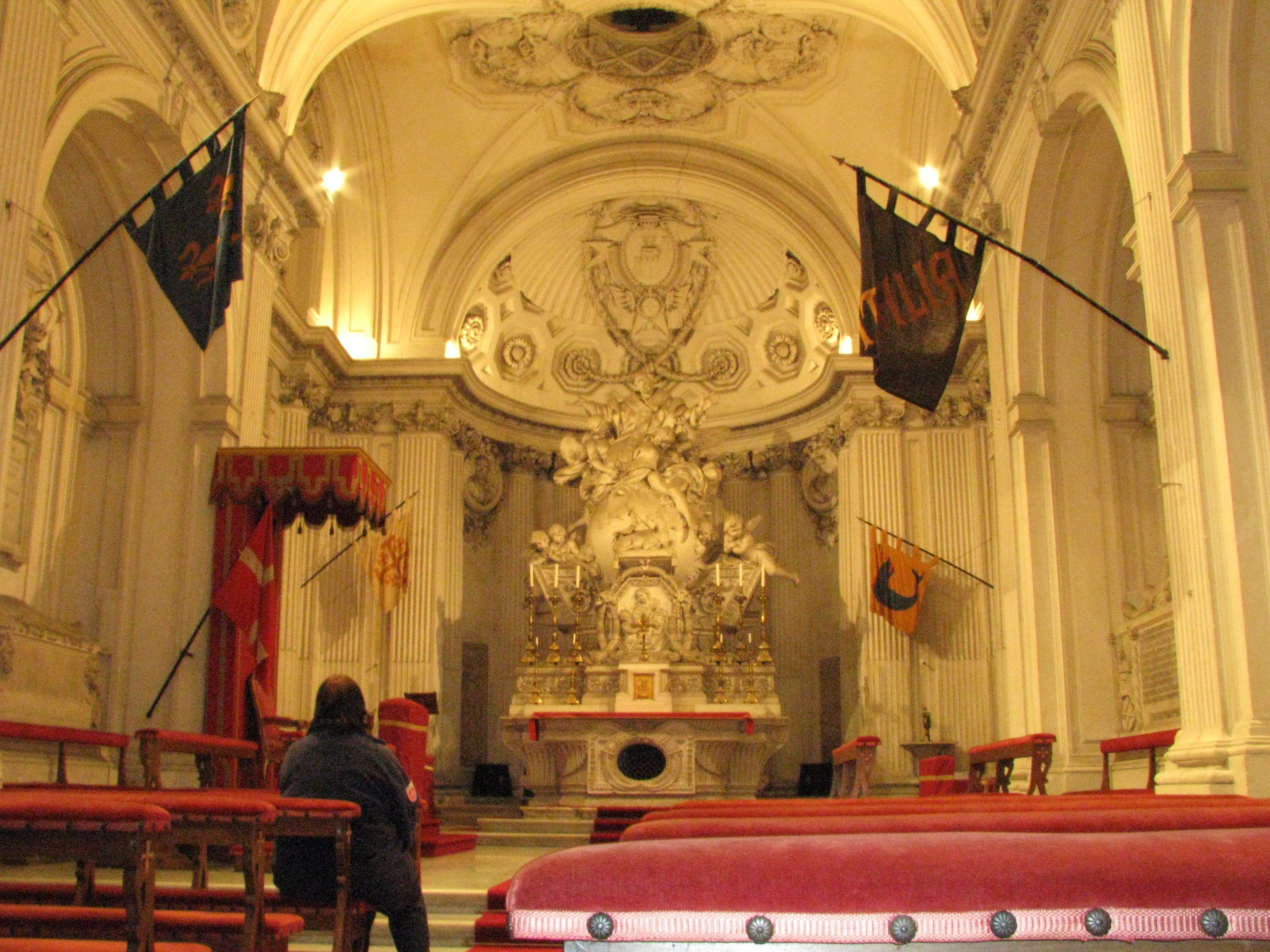
Innenansicht Santa Maria auf dem Aventin
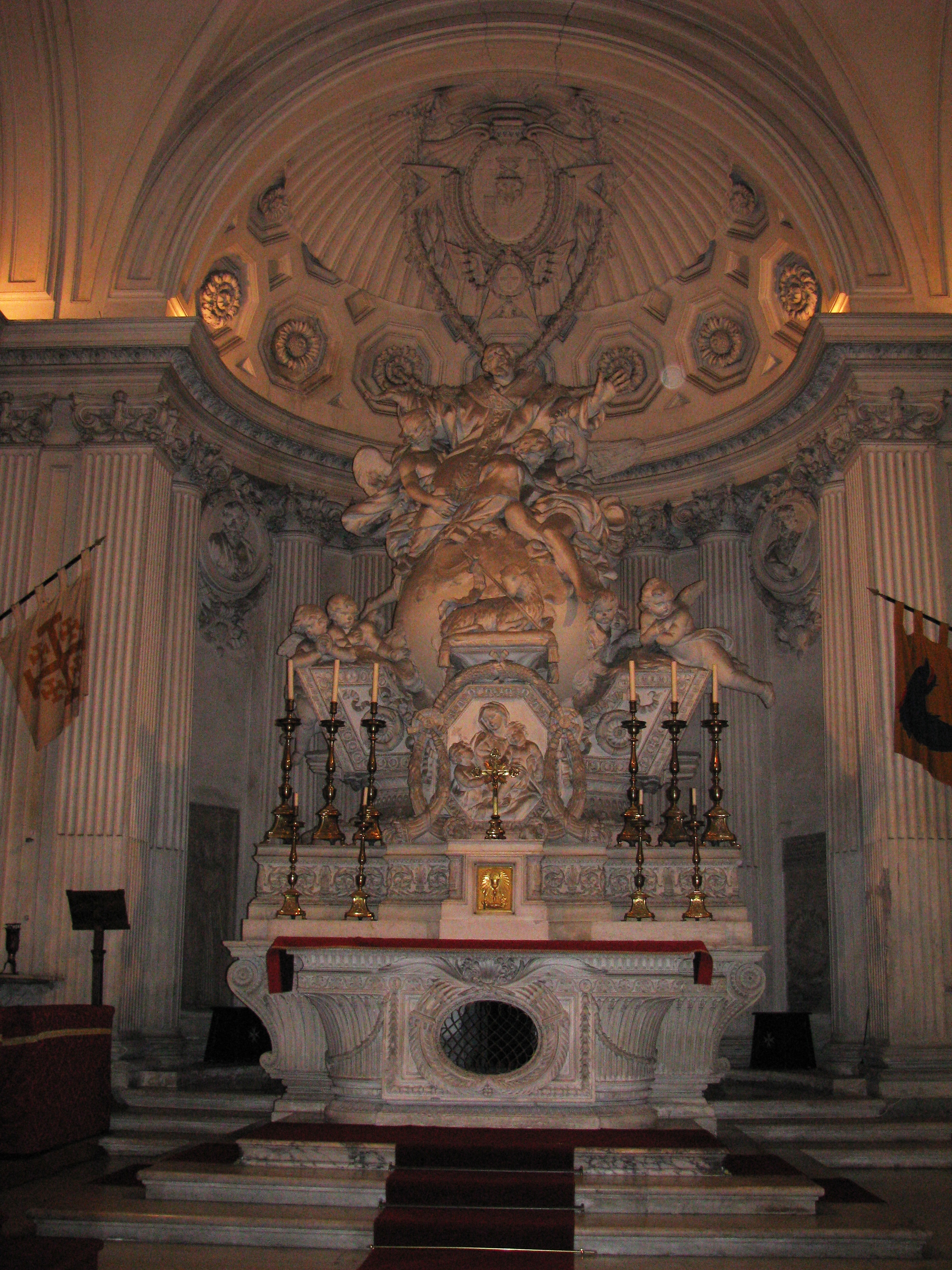
Altar
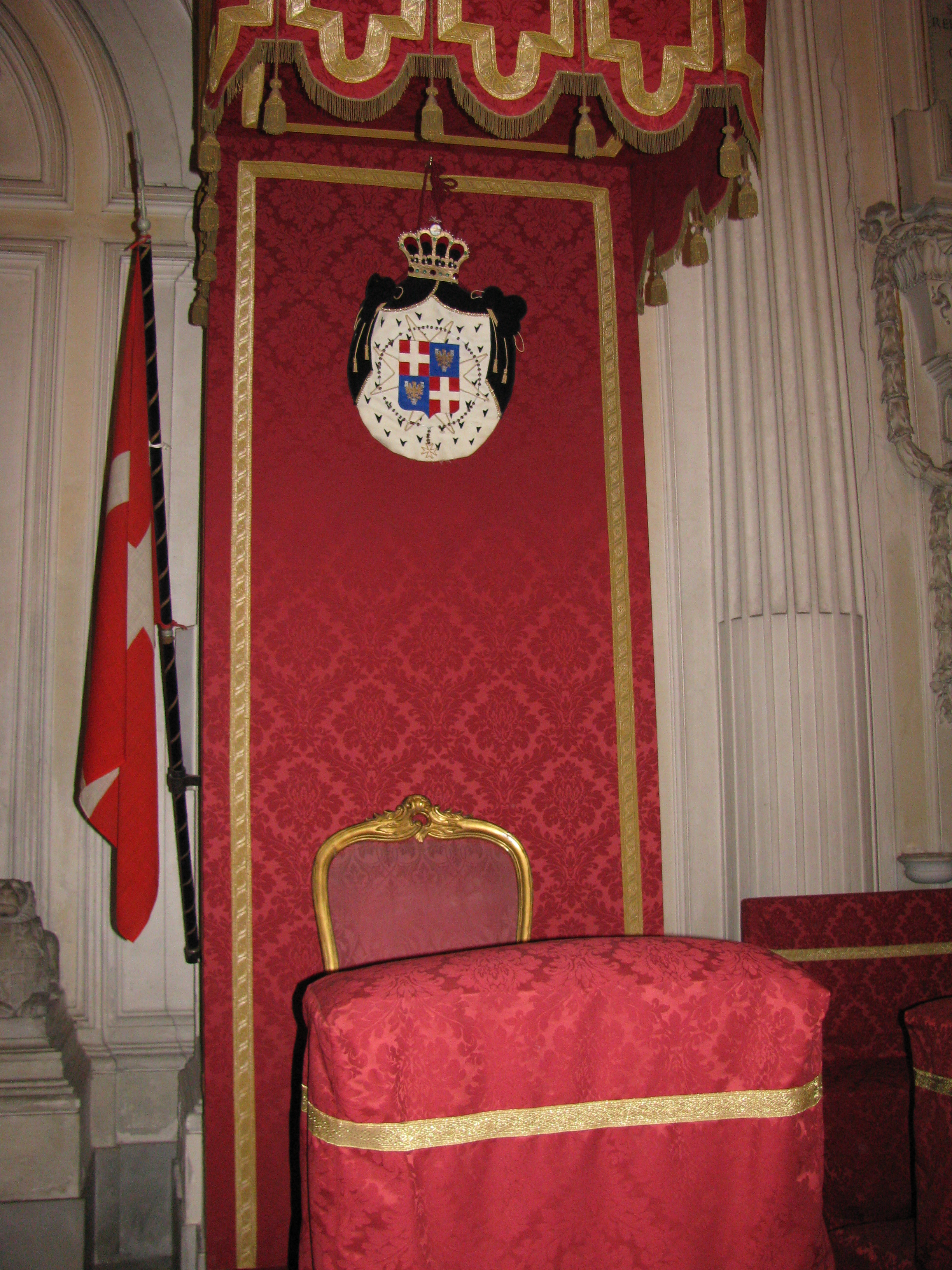
Thron des Großmeisters in der Ordenskirche

## Geschichte

### Gründung im Nahen Osten

#### Erstes Königreich von Jerusalem (1099–1187)
Der Orden vom Spital des heiligen Johannes zu Jerusalem (als Johanniter oder Hospitaliter bezeichnet) wurde 1048 gegründet und 1113 vom Papst bestätigt. Er ging aus einem Pilgerspital hervor, das von Kaufleuten aus Amalfi bereits lange vor dem ersten Kreuzzug gestiftet worden und Johannes dem Täufer geweiht war, woraus sich der Name Johanniter ableitet. Als Ordensgründer gilt der Selige Gerhard Tonque (Seliger Gerhard, * zwischen 1035 und 1040 in Scala, Amalfi, † 1120 in Jerusalem). Er organisierte das große Pilgerhospital in Jerusalem neu und sorgte für wirksamen militärischen Schutz. In dem der Kirche angeschlossenen „Xenodochium“ (Gästehaus, Fremdenherberge) praktizierte er religiöse Toleranz und nahm sowohl jüdische wie moslemische Kranke und Hilfsbedürftige auf. Auf ihn geht zurück, dass die Aufgenommenen als „die Herren Kranken“ behandelt wurden, denen die Bruderschaft wie Diener ihren weltlichen Herren aufzuwarten hatten. Schon vor dem ersten Kreuzzug gründete er eine Ordensgemeinschaft, die er nach den Regeln des Hl. Augustinus selbst leitete. Während der Belagerung von Jerusalem 1099 waren alle Einwohner der Stadt gezwungen worden, die Stadtmauern zu verteidigen. Es wird überliefert, dass der Sel. Gerhard statt Steine kleine Brotlaibe zu den hungrigen Belagerern hinunter warf. Nach der Einnahme der Stadt diente Gerhard den Massen an Verwundeten, Kranken und Sterbenden. Viele der Kreuzritter legten das Schwert ab, um seinem Vorbild zu folgen. Zur Gründungszeit des Ordens konnte das Spital in Jerusalem bereits um die 2000 Pilger aufnehmen.

#### Zweites Königreich um Akkon (1191–1291)
Nach der Wiedereroberung von Akkon im Jahr 1191 wurde diese Hafenstadt zur Hauptstadt eines Kreuzfahrer-Rumpfstaates, der sich um die militärische Rückeroberung Jerusalems und des früheren Staatsgebietes bemühte, dem es aber bis zur endgültigen Zerschlagung im Jahr 1291 nie wieder richtig gelang. In diesem Königreich haben auch die Johanniter ihr Hauptquartier in Akkon neu errichtet, und von hier aus waren sie wie zuvor maßgebend an den militärischen und politischen Angelegenheiten des Staates beteiligt.

#### Ordenstracht
Zunächst trugen die Johanniter eine einfache schwarze Mönchskutte. Als der ursprüngliche Hospitaldienst immer mehr durch den bewaffneten Schutz von Pilgern und den Kampf in Kreuzzugsgebieten ergänzt wurde, trugen sie ab dem 13. Jahrhundert zunächst einen schwarzen Übermantel mit einem weißen Kreuz darauf, das in acht Spitzen endete. Ab Mitte des 13. Jahrhunderts wurde es üblich, dass die Ordensritter in Kriegszeiten einen roten Mantel mit weißem Kreuz trugen. Die Form des Kreuzes ist inzwischen als Malteserkreuz bekannt. Imposante Zeugnisse der Geschichte des Hospitaliterordens im Heiligen Land sind die im 12. Jahrhundert errichtete Burg Belvoir und die 1142 übernommene Burg Krak des Chevaliers. Neben den Adeligen Ordensrittern dienten auch eine große Zahl Nichtadelige dem Orden. Diese sogenannten Sergeantenbrüder unterlagen nicht voll den Ordensgelübden und Zugangsvoraussetzungen und wurden auch in Uniform und Ausrüstung unterschieden; so trugen sie z. B. in der Frühzeit braune statt schwarze Mäntel.

### Umzug nach Zypern, Rhodos bzw. Malta

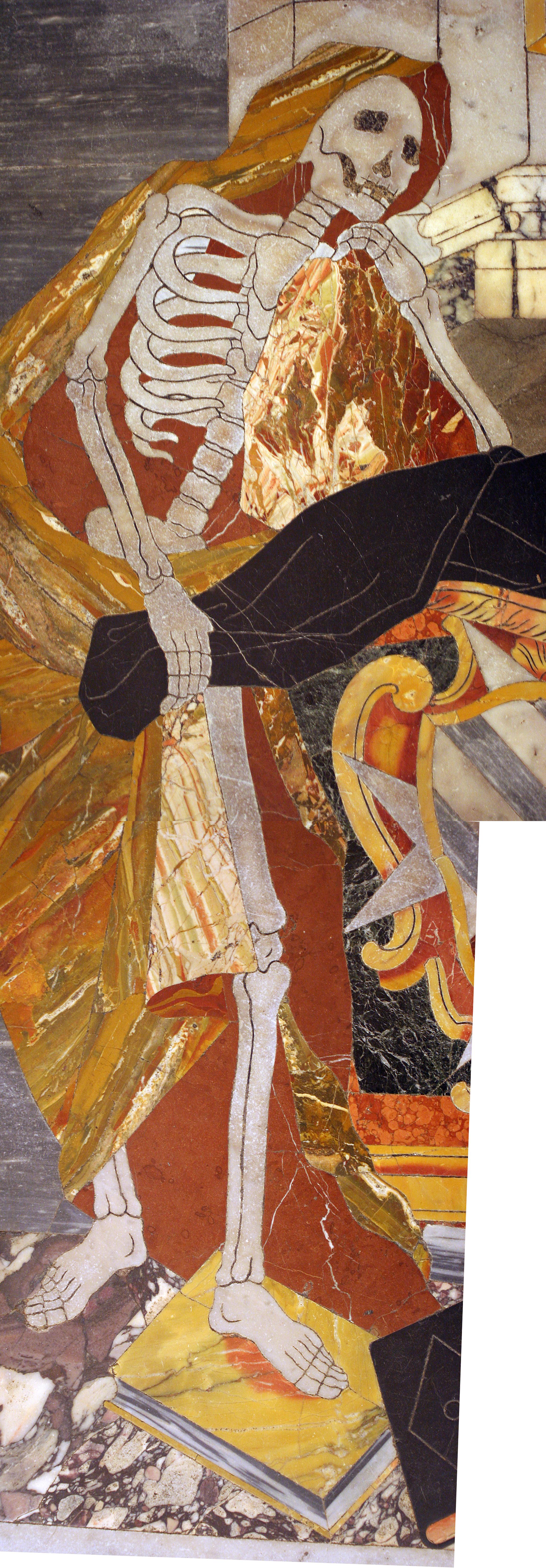
Malta, Valletta, St. John’s Co-Cathedral: Detail der Grabplatte eines Ordensritters

Mit dem Vordringen der Muslime bzw. Osmanen wurde der Sitz des Ordens immer weiter nach Westen verlegt: Nach der Vertreibung aus Palästina 1291 kam er von Jerusalem nach Zypern, 1307/1310 nach Rhodos („Rhodiserritter“) und nach der Eroberung der Insel durch die Osmanen (1522) und mehreren Jahren mit vorübergehendem Ordensdomizil in Candia, Messina, Viterbo und Nizza (1527–1529) schließlich 1530 nach Malta („Malteserritter“). Nach der Zusammenlegung der Krone Aragóns mit dem Königreich Kastilien (1516) hatte Malta zuvor für einige Jahre zum neuen Königreich Spanien unter Kaiser Karl V. gehört. Dieser bot das Eiland, zusammen mit Tripolis, 1525 dem aus Rhodos vertriebenen Johanniterorden als Lehen an. Es bedurfte allerdings noch einer päpstlichen Bulle, ehe sich die Ritter am 26. Oktober 1530 auf Malta niederließen. Der Orden bestimmte die Geschichte der Inseln für die folgenden 268 Jahre.
Seitdem bürgerte sich die Bezeichnung „Malteserorden“ für den Johanniterorden ein. In dieser Zeit veranstaltete der Orden regelmäßig den „Corso“, eine Jagd auf muslimische Schiffe im Mittelmeer. Die bei diesen Raubzügen gefangengenommenen Muslime wurden versklavt. Malta war einer der größten christlichen Sklavenmärkte der Frühen Neuzeit.
Nach der Auflösung des Templerordens (1312) ging dessen Besitz vielfach an den Johanniterorden über.

### Vertreibung von Malta und Umzug nach Rom
Von Napoleon wurde der Orden am 12. Juni 1798 aus Malta vertrieben. Um ein Blutbad zu vermeiden (die Malteserritter durften nach ihren eigenen Regeln gegen andere Christen das „Schwert nicht erheben“) und da der Großteil der Ordensritter selbst Franzosen waren, übergab der damalige Großmeister Ferdinand von Hompesch zu Bolheim die Insel ohne Gegenwehr an Napoleon und legte wenig später sein Amt nieder. Die französischen Truppen plünderten die Kirchen und Klöster. Die Malteserritter verließen die Insel und emigrierten größtenteils nach Russland, wo sie am 16. Dezember 1798 Zar Paul I., der ihnen große Ländereien überließ, zum neuen Großmeister wählten. Mit seinem Tod im Frühjahr 1801 übertrug der Orden das Recht zur Ernennung des Großmeisters auf den Papst.
Die am 27. März 1802 im Frieden von Amiens von England zugesicherte Rückgabe von Malta an den Orden wurde nicht eingehalten.
Am 9. Februar 1803 ernannte Papst Pius VII. den Sizilianer Giovanni Battista Tommasi zum Großmeister mit Sitz in Catania. Nach seinem Tod am 13. Juni 1805 erfolgte für 75 Jahre keine weitere Großmeisterwahl oder -ernennung, sondern wurde der Orden durch einen Luogotenente del magisterio (Statthalter des Großmagisteriums) geführt.
In großen Teilen Deutschlands, Spaniens, Italiens und Russlands wurde in den Jahren 1805 bis 1811 der gesamte Ordensbesitz eingezogen. Das Großpriorat in Böhmen-Österreich blieb jedoch bestehen, was den Fortbestand des Ordens in dieser schwierigen Zeit sicherte.
Der Wiener Kongress bestätigte 1815 den Verbleib Maltas bei England. Obwohl er somit kein Staatsgebiet mehr kontrollierte, garantierte der Vertrag von Verona von 1822 den Fortbestand des Ordens als souveränes Völkerrechtssubjekt. 1826 verlegte der Orden seinen Sitz nach Ferrara im Kirchenstaat und 1834 schließlich nach Rom. Auf Drängen des österreichischen Kaisers Ferdinand I. wurden dem Malteserorden mehrere seiner Besitzungen in Italien zurückgegeben und 1839/41 die Großpriorate Lombardo-Venetien und Sizilien wiederhergestellt. Papst Leo XIII. stellte durch eine Bulle vom 28. März 1879 die Würde des Großmeisters wieder her. Der am 14. Februar 1872 zum Luogotenente gewählte Fra Johann Baptist Ceschi a Santa Croce wurde damit formell zum Großmeister.

### Konflikte und neue Verfassung
Zum Jahreswechsel 2016/2017 kam es zu einer Verfassungskrise des Malteserordens, die durch eine rechtlich umstrittene Absetzung des Großkanzlers Albrecht Freiherr von Boeselager durch den amtierenden Großmeister Matthew Festing ausgelöst wurde. Die Amtsenthebung musste auf Wunsch von Papst Franziskus im Januar 2017 zurückgenommen werden. Am 25. Januar 2017 teilte der Vatikan mit, Großmeister Festing habe bei einer Audienz bei Papst Franziskus seinen Rücktritt eingereicht. In seiner Sitzung vom 28. Januar 2017 akzeptierte der Souveräne Rat des Malteserordens daraufhin den Rücktritt des Großmeisters und die vom Papst angeordnete Rehabilitierung von Boeselagers, der wieder in seine bisherigen Ämter eingesetzt werden musste und an den Beratungen des Rates teilnahm.
Am 3. September 2022 enthob Papst Franziskus per Dekret den bisherigen Souveränen Rat des Amtes. Gleichzeitig richtete er einen Übergangsrat ein. Großkanzler Boeselager wurde ebenfalls vom Papst aus seinem Amt entlassen und durch den Italiener Riccardo Paternò di Montecupo ersetzt. Der Statthalter des Großmeisters, John Dunlap, blieb im Amt. Als Hintergrund wurden Spannungen zwischen Papst und Malteserorden über dessen Souveränität, aber auch seine Finanzen vermutet. Der Malteserorden begrüßte die Entscheidung des Papstes zur Einsetzung einer provisorischen Übergangsleitung; die provisorische Regierung sei der erste Schritt für eine effizientere und straffere Leitung des Ordens. Der bisherige Statthalter John Dunlap wurde am 4. Mai 2023 für eine zehnjährige Amtszeit zum Großmeister des Malteserordens gewählt.